# Tourisme en Irlande
 (décembre 2016).

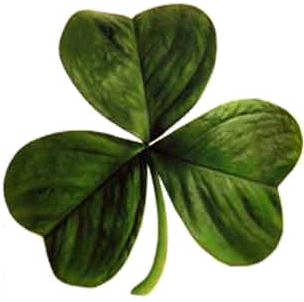
Le trèfle, symbole de l'Irlande.

Le tourisme en Irlande représente une activité économique importante pour les deux entités de l'île d'Irlande, l'État d'Irlande indépendant et l'Irlande du Nord, une nation constitutive du Royaume-Uni.

## Statistiques
Le tourisme représente 8 % du PIB de la république d'Irlande.
| Aire géographique                                                                 | République d'Irlande            | Irlande du Nord               |
| --------------------------------------------------------------------------------- | ------------------------------- | ----------------------------- |
| Royaume-Uni (hors Irlande du Nord)                                                | 2 789 000                       | 1 175 000                     |
| Europe (hors Royaume-Uni) dont : France dont : Allemagne dont : Reste de l'Europe | 2 473 418 000 533 000 1 521 000 | 265 000 48 000 59 000 158 000 |
| Canada / États-Unis                                                               | 1 121 000                       | 227 000                       |
| Australie / Nouvelle-Zélande                                                      | 181 000                         | 55 000                        |
| Reste du monde                                                                    | 261 000                         | 67 000                        |

## Administration

### Promotion touristique
Chacun des deux pays possède une agence touristique propre : Fáilte Ireland pour la république d'Irlande et Northern Ireland Tourist Board pour l'Irlande du Nord.
Cependant, l'Accord du Vendredi Saint, signé en avril 1998 à la fin du conflit nord-irlandais dans le cadre de développer la coopération Nord-Sud en Irlande, a créé un organisme commune à l'île d'Irlande : Tourism Ireland.
En 2023, l’Irlande a tenté de mettre en place des formes de tourisme responsable et durable, en particulier pour renforcer les connexions avec le marché français, son 4e en 2019, avec 6% de tous les touristes étrangers, un total de 557000 Français s'étant rendus en visite sur l’île, dont les deux tiers en dehors de la saison estivale.

## Transports

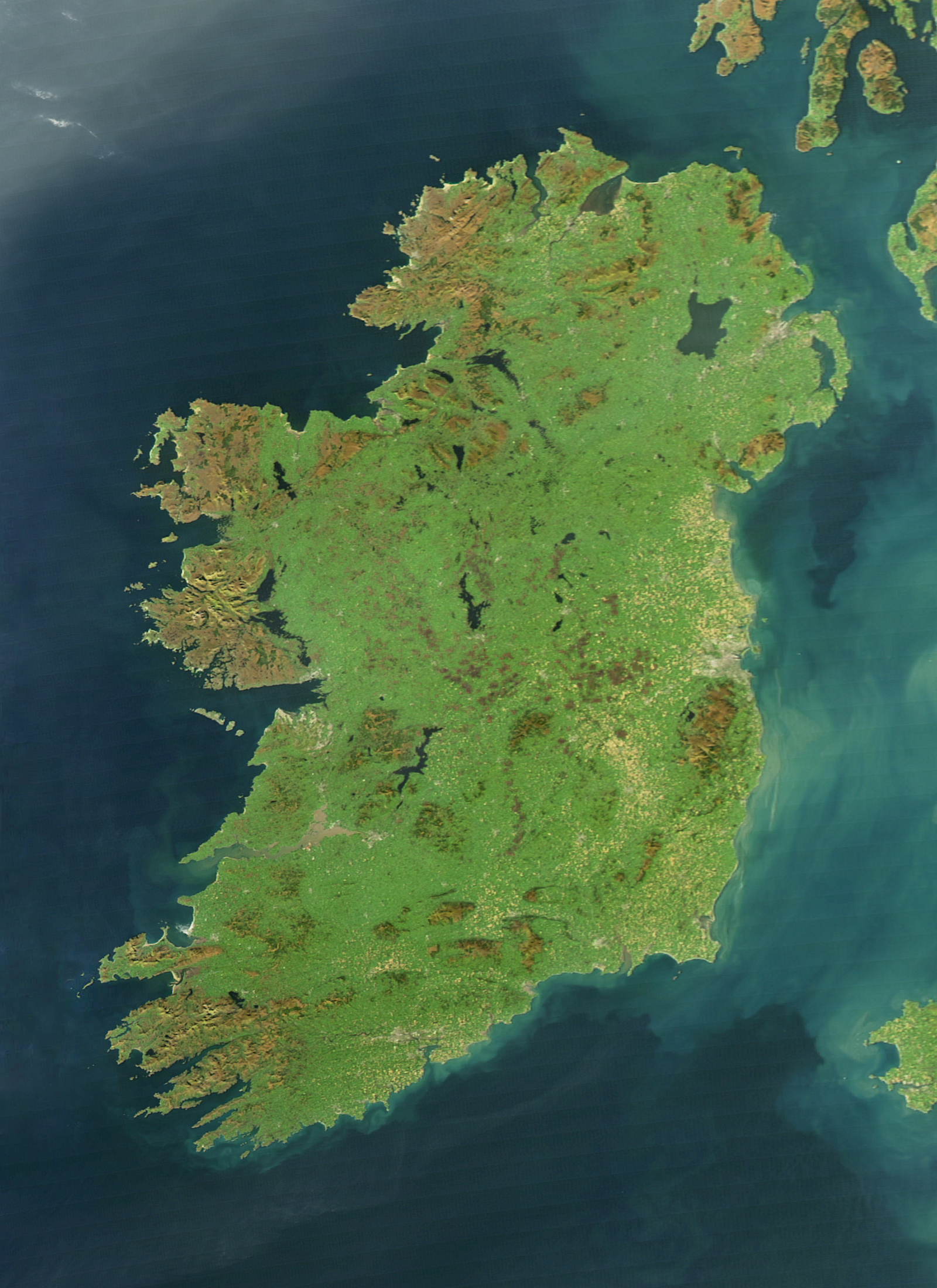
Vue satellite de l'île d'Irlande.

L'Irlande est une île de l'archipel des îles Britanniques au nord-ouest de l'Europe. Elle est traditionnellement divisée en quatre provinces : l'Ulster au nord, le Connaught à l'ouest, le Munster au sud et le Leinster à l'est, elles-mêmes divisées en 32 comtés. 6 des 9 comtés de l'Ulster forment l'Irlande du Nord, une nation constitutive du Royaume-Uni occupant le nord-est de l'île, tandis que les 26 autres comtés constituent l'État indépendant d'Irlande,.
Au début des années 2020 environ 90% des voyageurs français arrivent par Dublin par voie aériene mais après le Brexit, le nombre de liaisons en ferry entre l'île et les côtes françaises les plus proches a quadruplé, passant de 12 à 47, car beaucoup de camions veulent éviter de passer par la Grande-Bretagne à cause de la douane, amenant les compagnies opérant les navires à équilibrer leurs activités tourisme et fret, avec des capacités de transport en plus sur les axes Cherbourg-Rosslare, Roscoff-Cork, Cherbourg-Dublin, Dunkerque-Rosslare. La compagnie Stena Line a en particulier créé une capacité de 1300 passagers pour 500 cabines sur l’axe Cherbourg-Rosslare, le port normand de Cherbourg concentrant à lui seul 57% du trafic maritime depuis la France vers l'Irlande.
Face au succès du tourisme en Irlande, une réflexion est en cours sur l'accès au sommet de l'île, le Carrauntuohil, en raison de rochers instables et de la fréquentation.

### Géographie

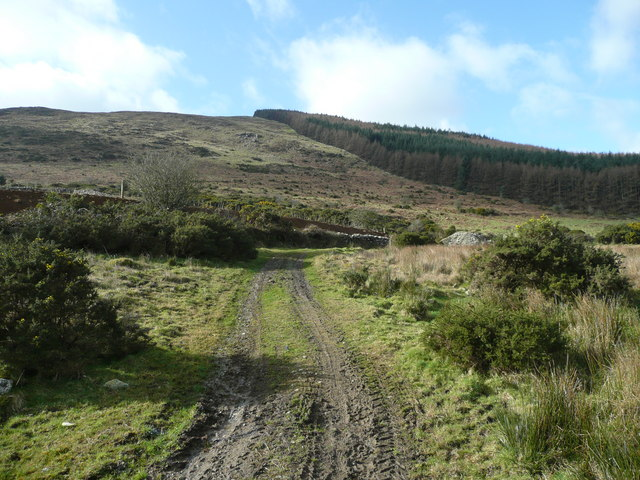
Annagh Hill dans le comté de Wexford.

L'Irlande est une île d'une superficie de 84 421 km2, dont la longueur maximale mesure 486 km et la largeur maximale 275 km. Elle est séparée de la Grande-Bretagne, à laquelle elle était reliée à une époque très lointaine[Quand ?], par un bras de mer dénommé mer d'Irlande. Le centre de l'île (Midlands d'Irlande) est relativement plat, constituant une vaste plaine. Les reliefs se trouvent principalement sur les côtes, et constituent le prolongement des reliefs de l'Écosse voisine au nord-est. Le point culminant de l'île est le Carrauntuohil (1 041 m) situé dans le comté de Kerry au sud-ouest de l'Irlande.
L'Irlande possède un climat océanique, caractérisé par des précipitations abondantes (plus de 1 000 mm de pluie dans l'ouest),. L'hiver est cependant doux, car le Gulf Stream adoucit les températures et ainsi neige et glace sont peu fréquentes en Irlande. Le réseau hydrographique de l'Irlande est composé de nombreux lacs, surtout dans la région du Connemara (sur la côte ouest). Le plus long fleuve est le Shannon, dont le bassin occupe 20 % de l'île, prenant sa source dans le nord-ouest (comté de Leitrim), et se jetant dans l'Atlantique après avoir parcouru 342 km.
Les forêts, autrefois abondantes, sont peu présentes sur l'île, même si elle se développe particulièrement bien dans certaines régions comme les Wicklow. À la place, l'Irlande a vu se développer des tourbières qui recouvrent un cinquième de son territoire. Les conditions géologiques de l'Irlande ont en effet permis la décomposition des végétaux en tourbe, qui en plus de façonner les paysages caractéristiques de l'île, constituent un réservoir abondant de combustible bon marché.

### Histoire

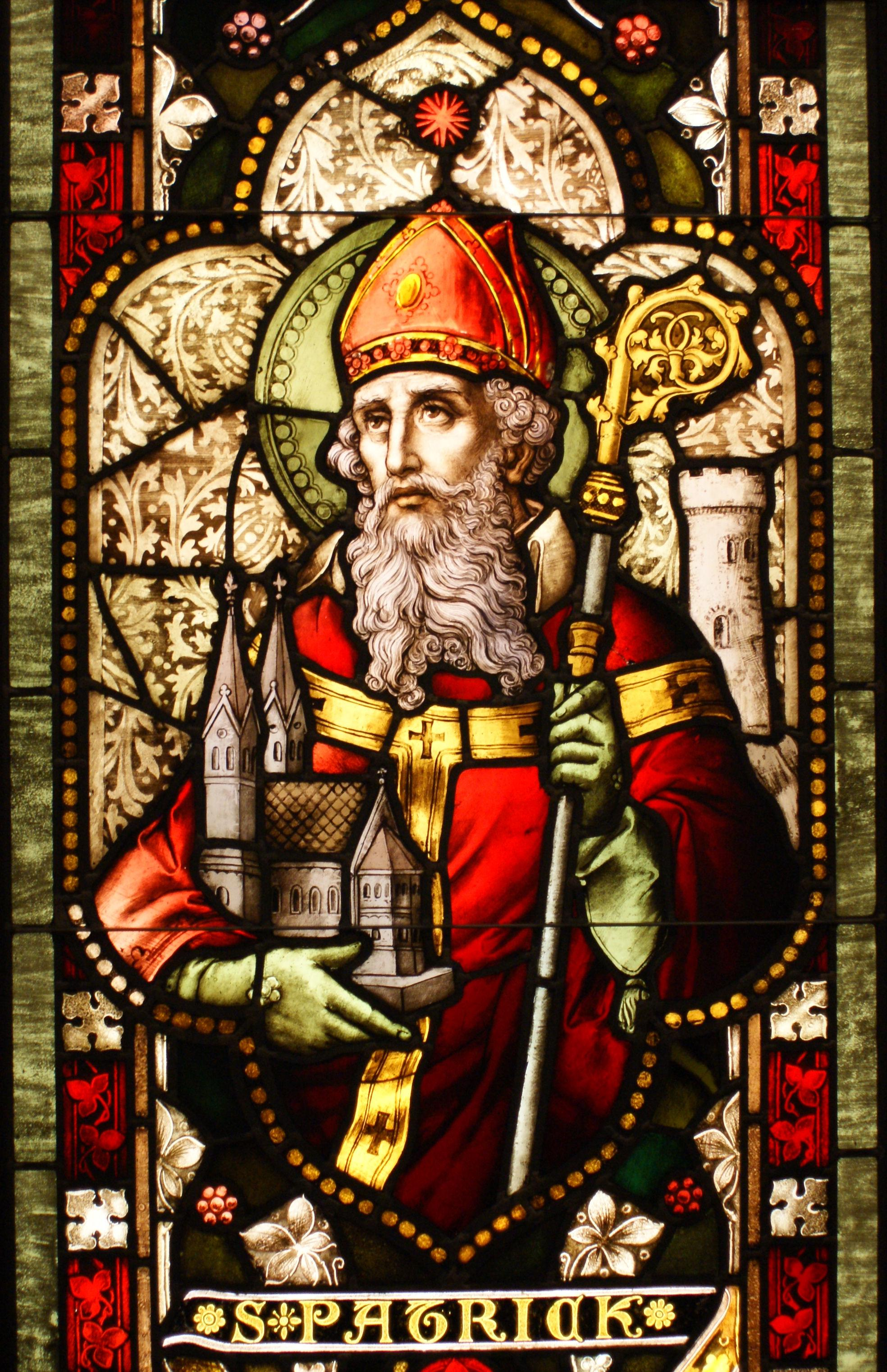
Saint Patrick, évangélisateur de l'Irlande (vue d'artiste, XIXe siècle)

La Préhistoire de l'Irlande est très peu connue. On sait que des peuples mésolithiques, dont on ne connaît quasiment rien, sont les premiers colons de l'Irlande. Les Celtes d'Irlande ou Gaëls semblent arriver vers le milieu du Ier millénaire av. J.-C., quoique aujourd'hui on repousse cette date au IIIe millénaire av. J.-C.. Les Celtes créent plusieurs petits royaumes, qui peu à peu donnent naissance à cinq royaumes : Ulster, Connacht, Munster, Leinster et Meath. Au Ve siècle, Saint Patrick, évêque originaire de la Bretagne insulaire, captif pendant six ans en Irlande puis évadé, revient sur l'île pour l'évangéliser,.
De la fin du VIIIe siècle jusqu'au XIe siècle, l'Irlande devient la cible d'attaques menées par les Vikings originaires de Norvège. Puis, l'île est soumise à la conquête anglo-normande qui passe peu à peu sous domination de la couronne d'Angleterre,. En 1800, l'Acte d'Union ratifie l'union du royaume d'Irlande au royaume de Grande-Bretagne qui deviennent le Royaume-Uni de Grande-Bretagne et d'Irlande.[réf. souhaitée]
Après l'échec du projet de Home Rule, les nationalistes se révoltent lors de l'insurrection de Pâques 1916 et, du haut du General Post Office de Dublin[réf. souhaitée], ils déclarent la République irlandaise, mais cette insurrection de Pâques 1916 est un échec qui débouche sur une répression sévère.

### Culture
L'ouest de l'Irlande, avec ses "montagnes qui "semblent habitées par des millions d'esprits", selon le mot du réalisateur irlandais Jim Sheridan, auteur de films comme "Au Nom du Père" et "The Field", ou encore ses côtes déchiquetées, tourbières et lacs" et ses "sommets encapuchonnés de brume" a très souvent servi de décor naturel pour le cinéma, avec des films très connus à l'international comme "L'Homme tranquille", "La fille de Ryan" ou encore "Un taxi mauve", ce dernier étant tourné dans le Connemara, comme beaucoup d'autres films.

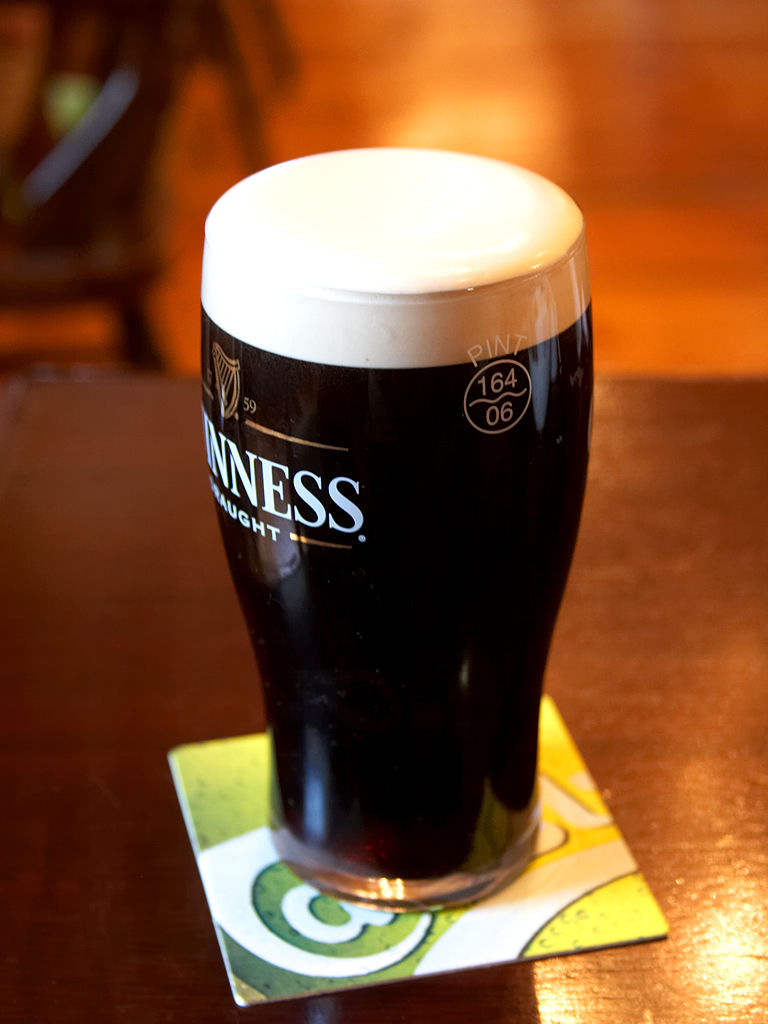
La Guinness, célèbre bière irlandaise.
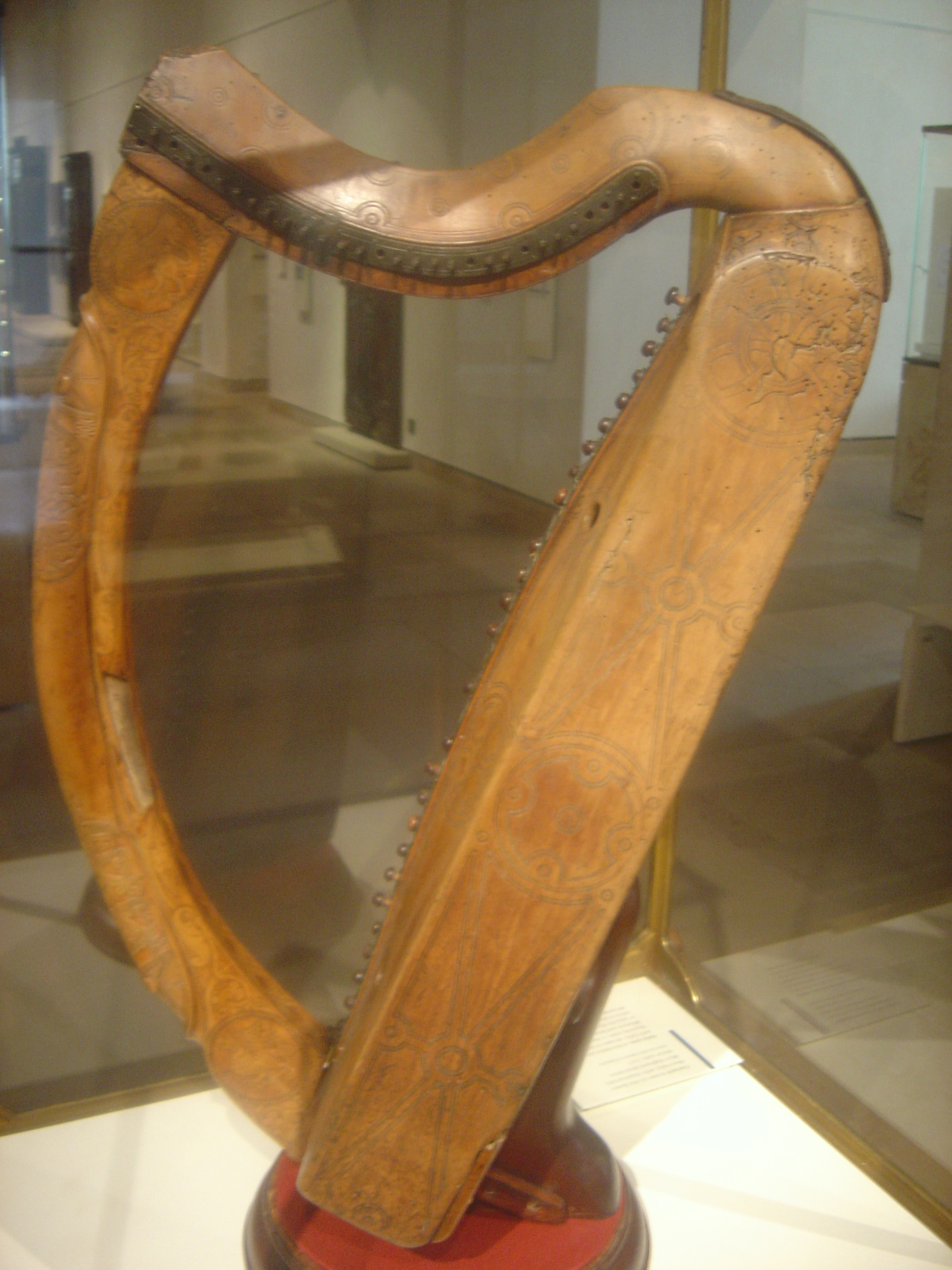
Harpe celtique médiévale.
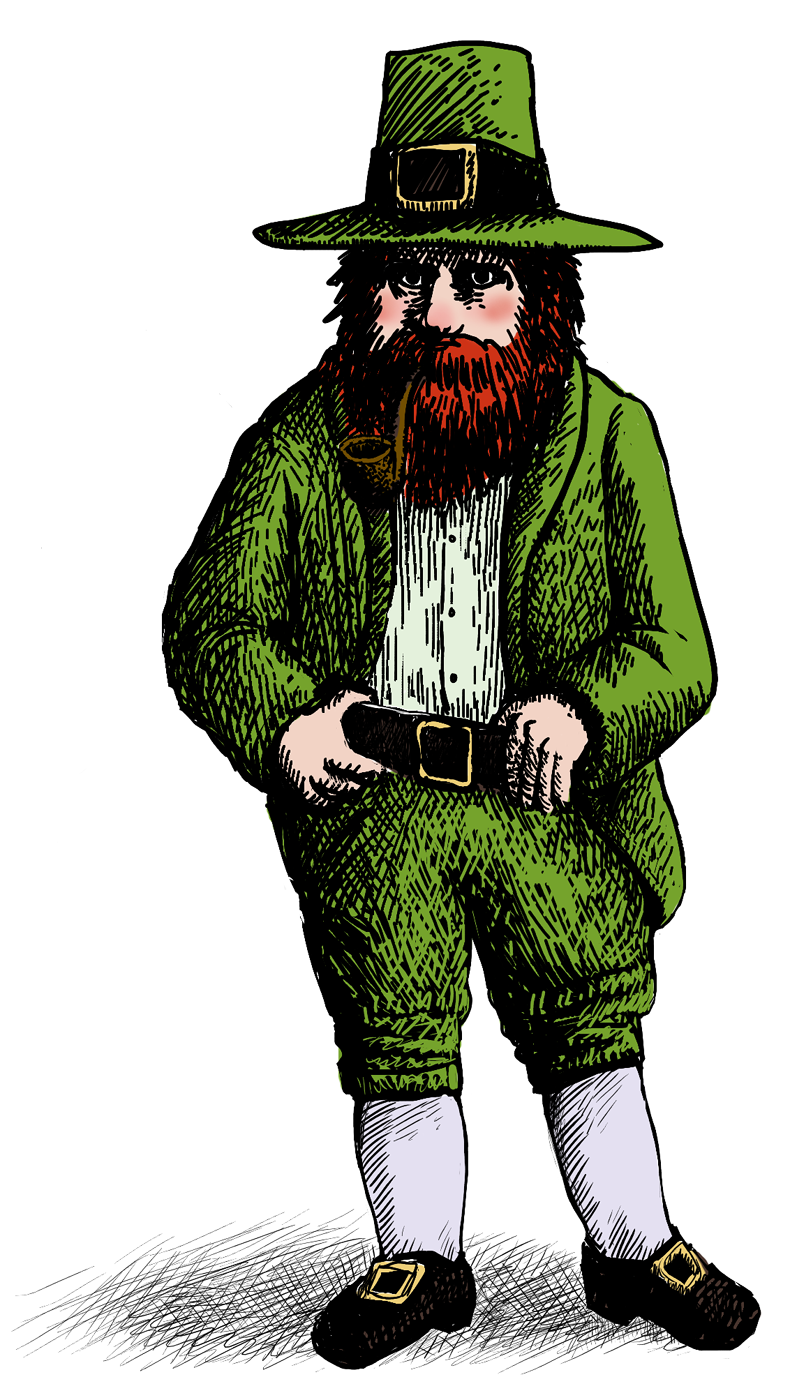
Représentation d'un leprechaun dans le folklore irlandais.

## Principales attractions

### Villes principales
La plus grande ville d'Irlande est Dublin (Baile Átha Cliath), capitale de la république d'Irlande, suivie par Belfast (Béal Feirste), capitale de l'Irlande du Nord. Les troisième et quatrième villes d'Irlande sont Cork (Corcaigh) et Derry-Londonderry (Doire), respectivement situées dans le Munster et en Irlande du Nord. La ville la plus importante de l'ouest irlandais est Galway (Gaillimh) dans le Connacht.

#### Dublin
Dublin (en irlandais : Baile Átha Cliath, littéralement « la ville du gué aux claies ») est la capitale de la république d'Irlande, et plus grande ville de l'île et de la république d'Irlande.

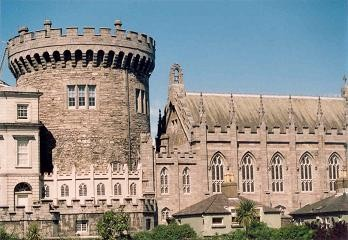
Le château de Dublin.
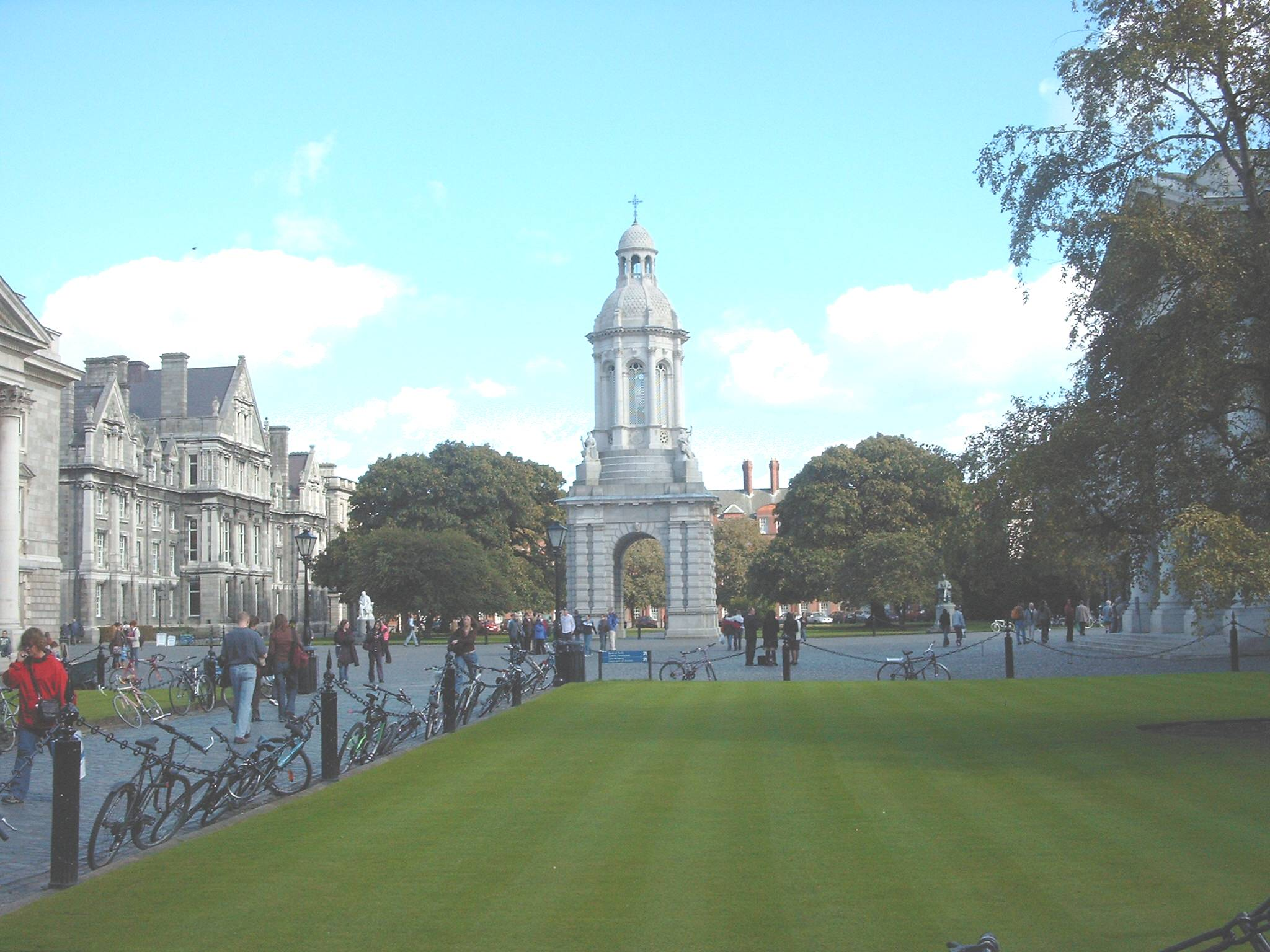
Trinity College.
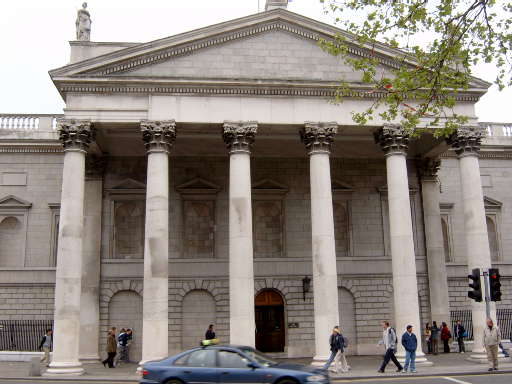
La Irish Parliament House, aujourd'hui siège de la banque d'Irlande.
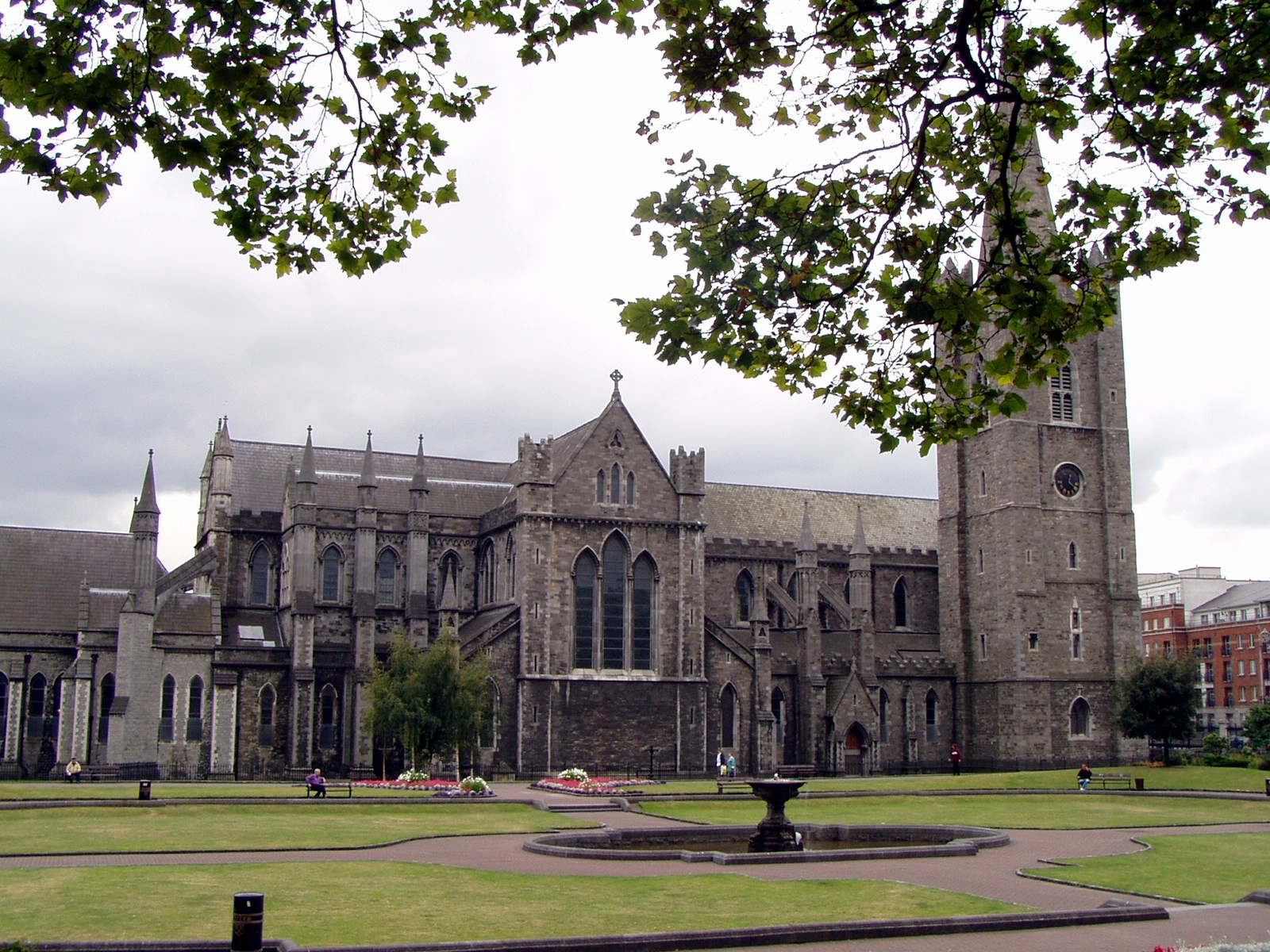
La Cathédrale Saint-Patrick.
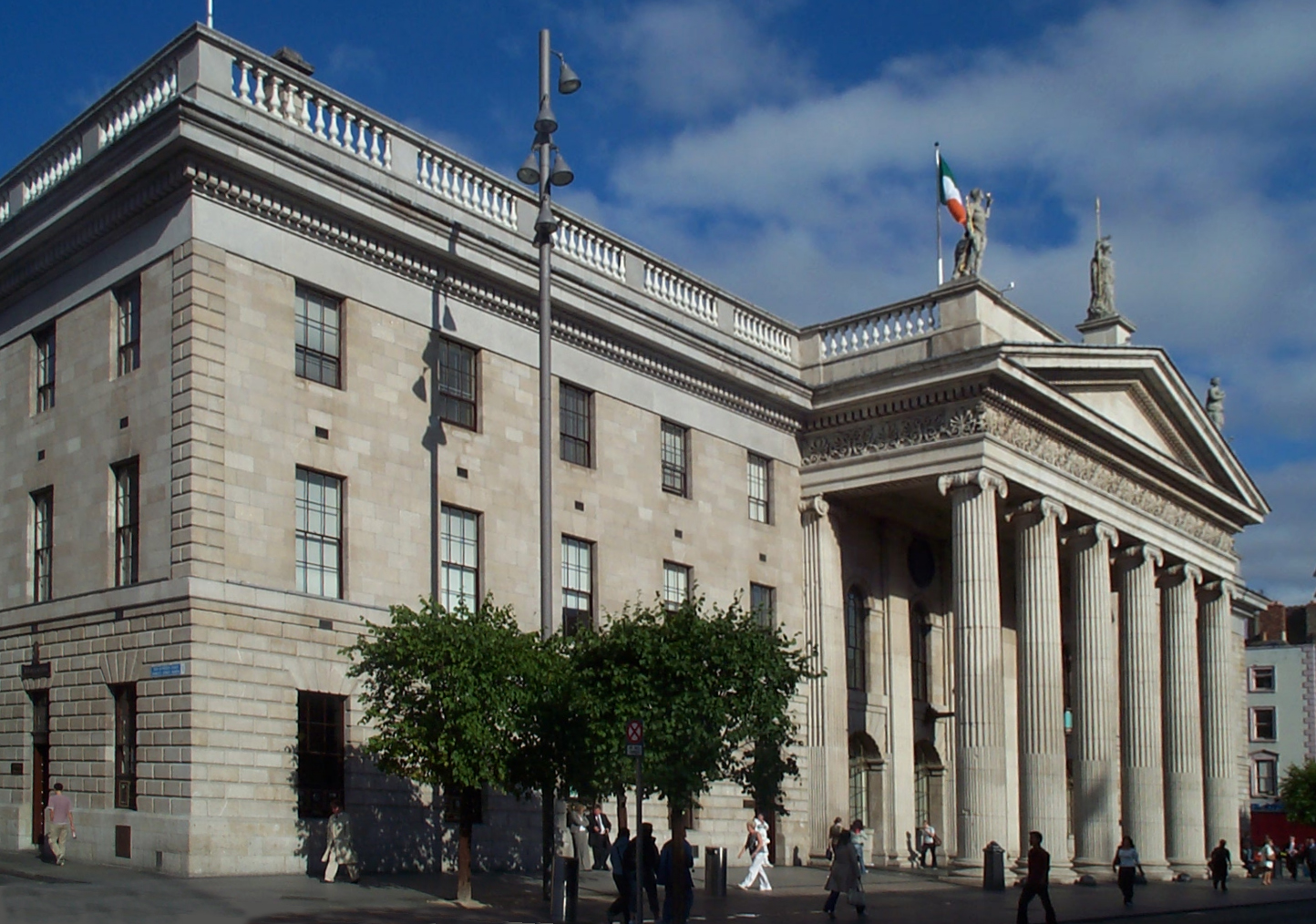
Le General Post Office.
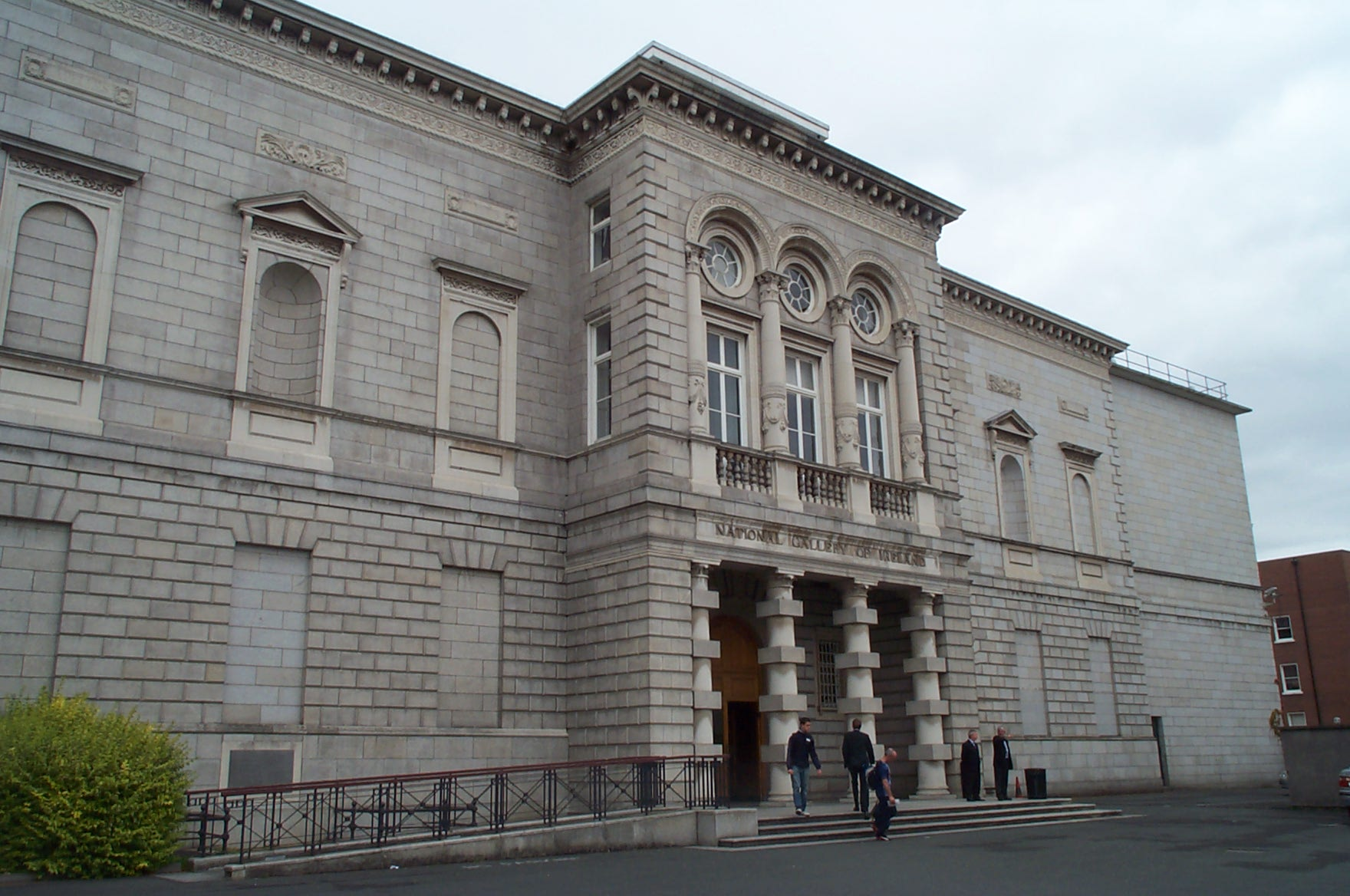
Galerie nationale d'Irlande.
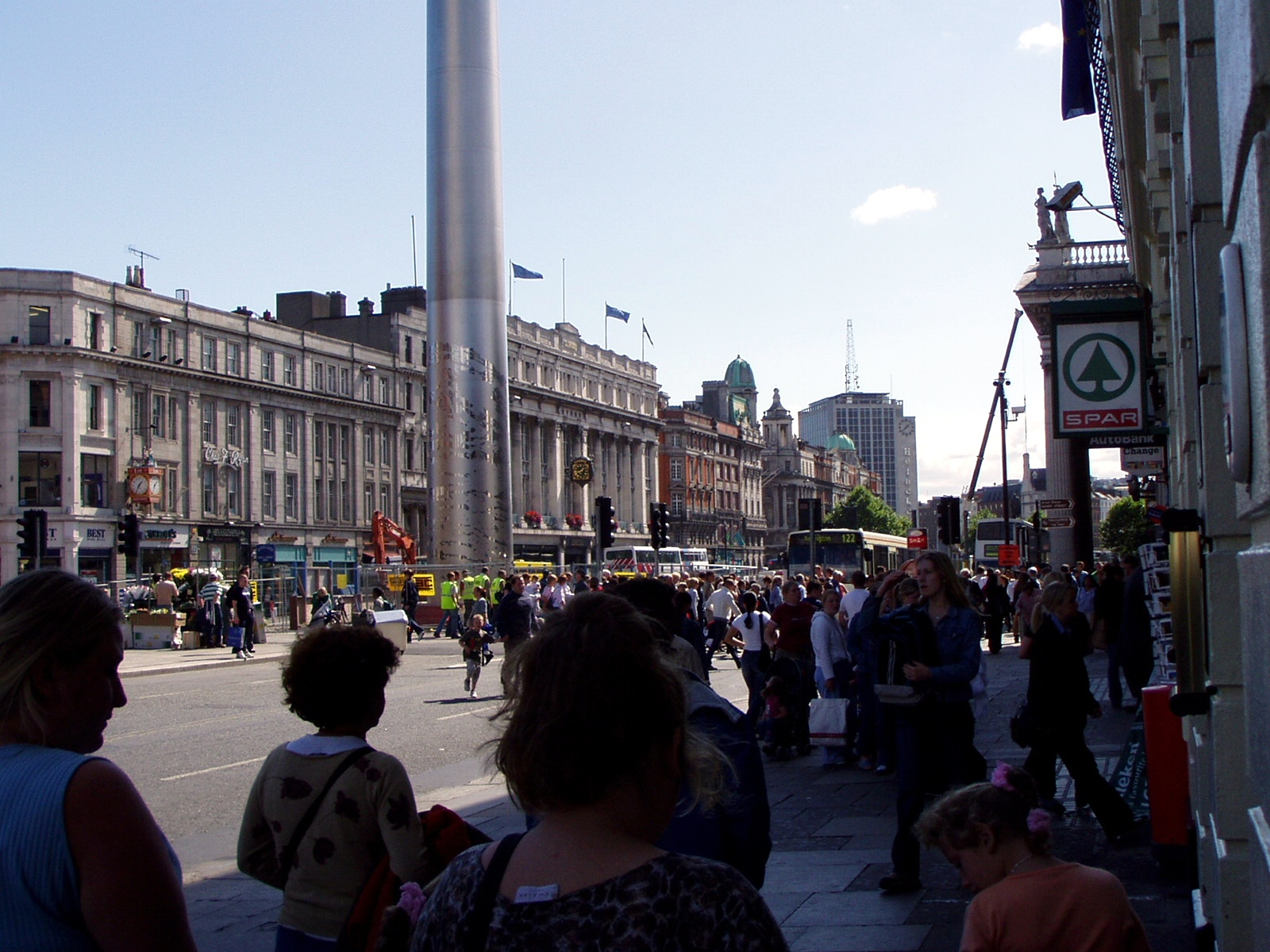
O'Connell Street, principale avenue de Dublin.
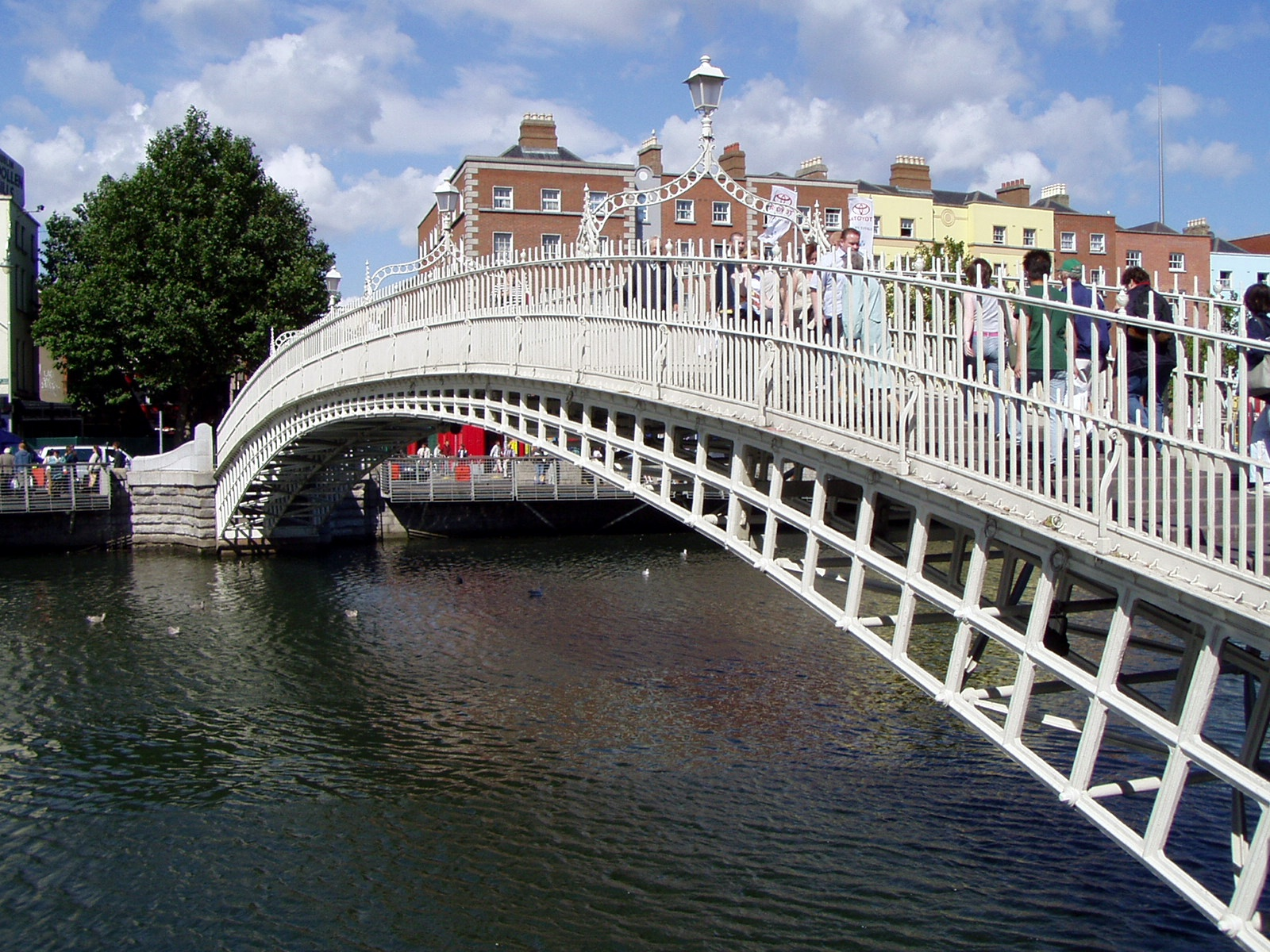
Ha'penny Bridge, passerelle au-dessus de la Liffey.
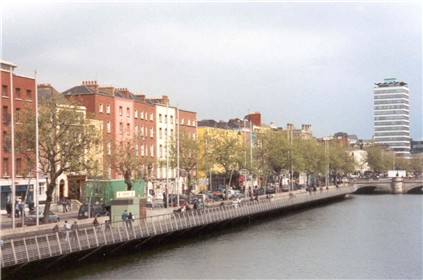
La Liffey coupe Dublin entre rive nord et rive sud.

#### Belfast
La ville de Belfast (en irlandais : Béal Feirste) est la capitale et plus grande ville de l'Irlande du Nord,. Elle est notamment connue pour ses fresques murales représentatives du conflit nord-irlandais.
La ville est aussi célèbre pour ses chantiers navals où a été fabriqué le Titanic.
L'hôtel de ville, à Donegall Square, est réputé pour son architecture baroque.
La célèbre Queen's University côtoie le Jardin botanique de Belfast et l'Ulster Museum.

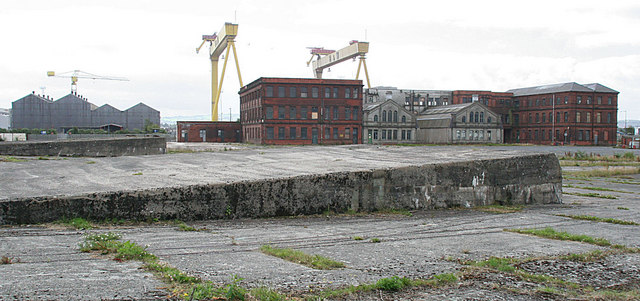
Les chantiers navals de Belfast.
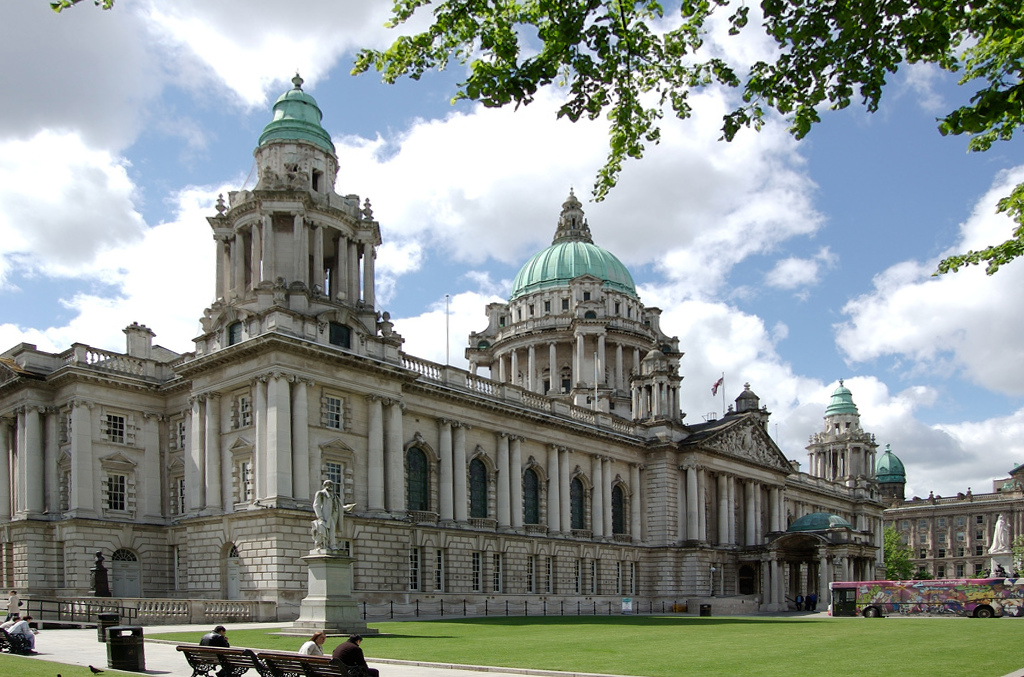
Le City Hall de Belfast.
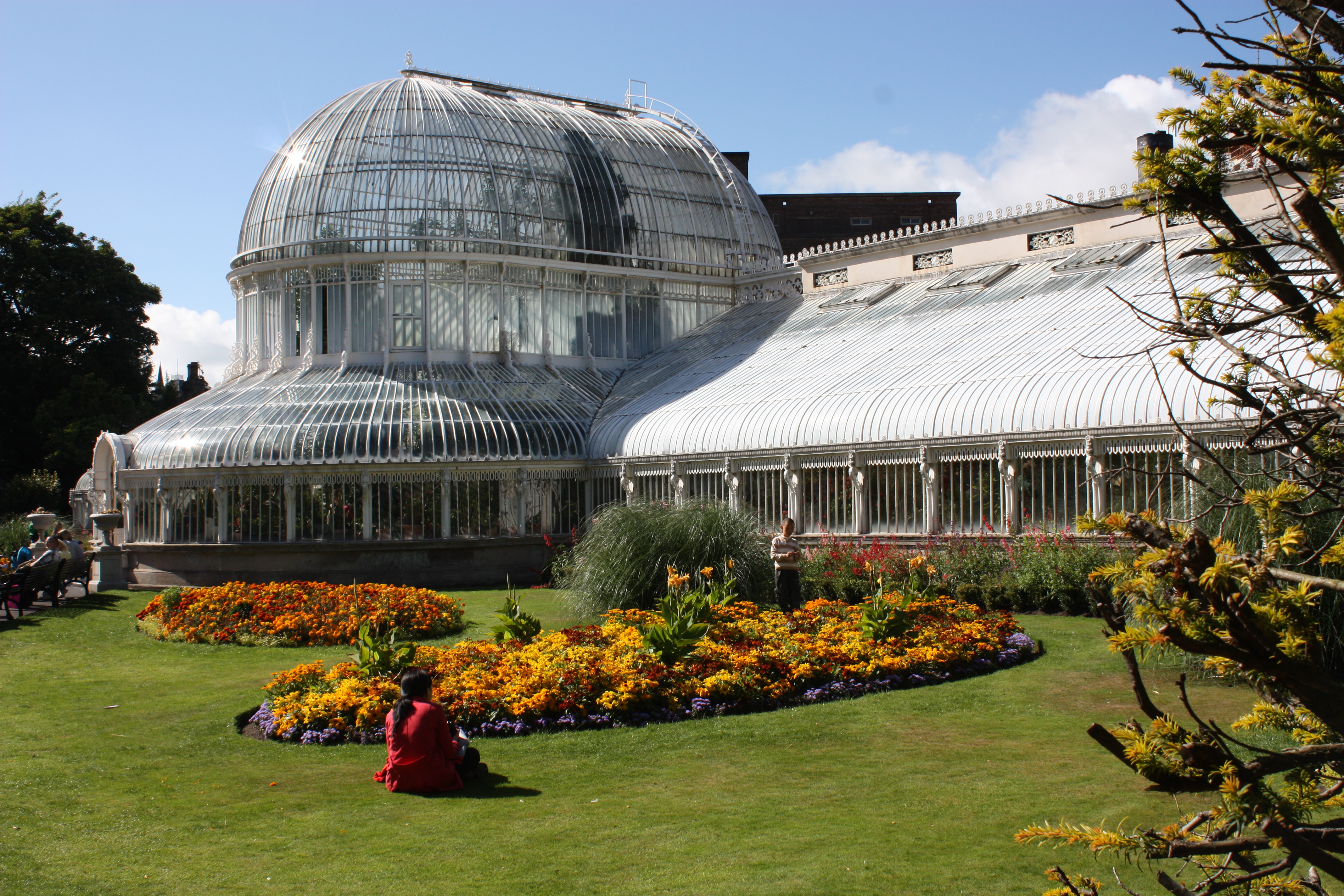
La Palm House, serre tropicale du jardin botanique de Belfast.

### Sites les plus fréquentés
Le journal belge Le Vif a dressé en juin 2018 un palmarès des sites gratuits les plus visités en Irlande. Celui des falaises de Moher compte un million à un million et demi de visiteurs par an, tandis que Brú na Bóinne, ensemble de tumulus, de mégalithes et d'enclos préhistoriques datant du Néolithique, avec Dowth, Newgrange, Knowth, Fournocks et Tara, classé au patrimoine mondial de l'UNESCO depuis 1993, est l'un des sites les plus touristiques d'Irlande.

### Sites protégés

#### Patrimoine mondial
L'État d'Irlande compte 2 sites inscrits au patrimoine mondial : l'ensemble archéologique de la vallée de la Boyne (Brú na Bóinne) et Skellig Michael, tous deux inscrits en tant que bien culturel de l'humanité. L'Irlande du Nord possède un site naturel inscrit au patrimoine mondial : la Chaussée des Géants.

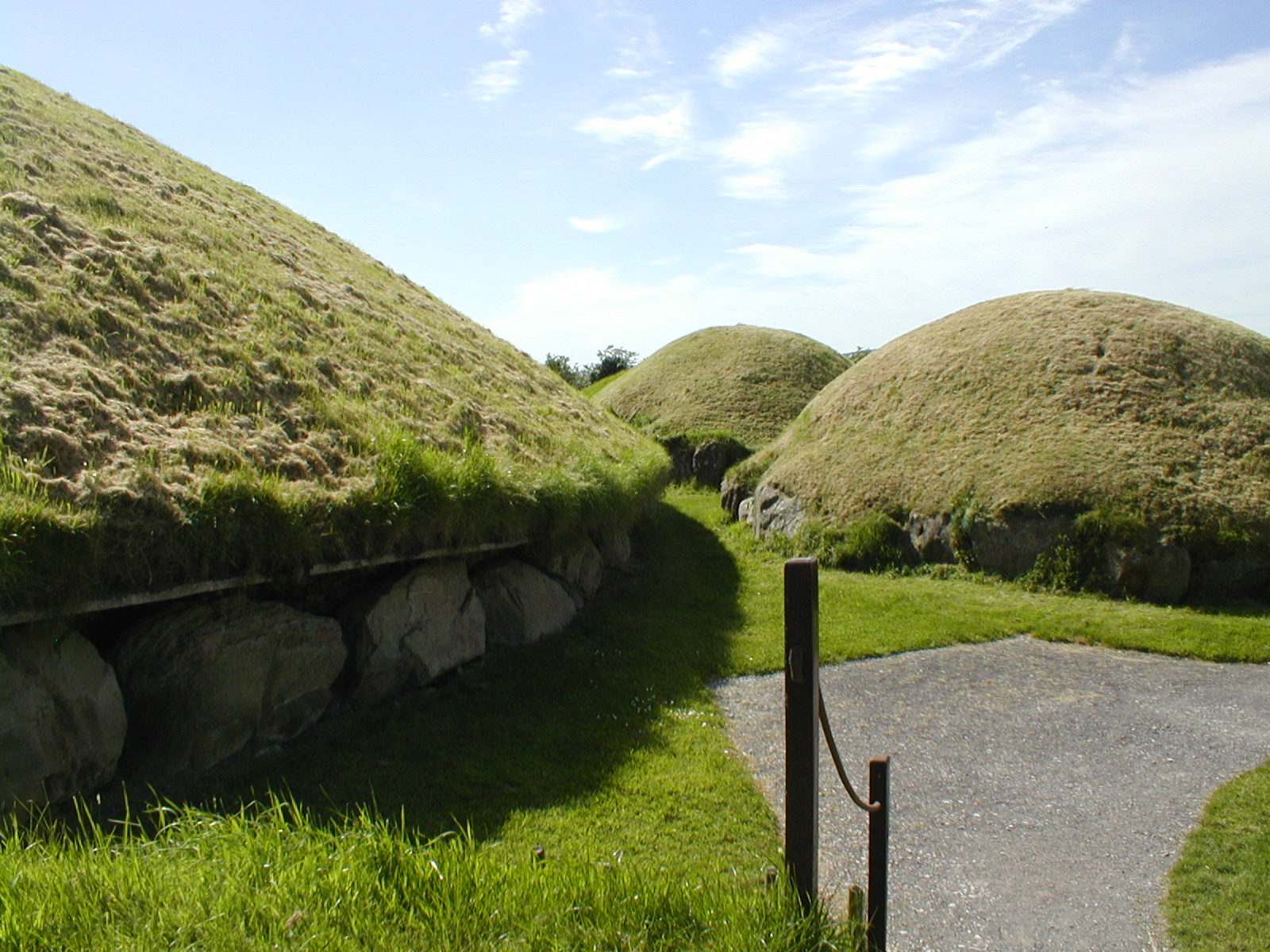
L'ensemble archéologique de la vallée de la Boyne.
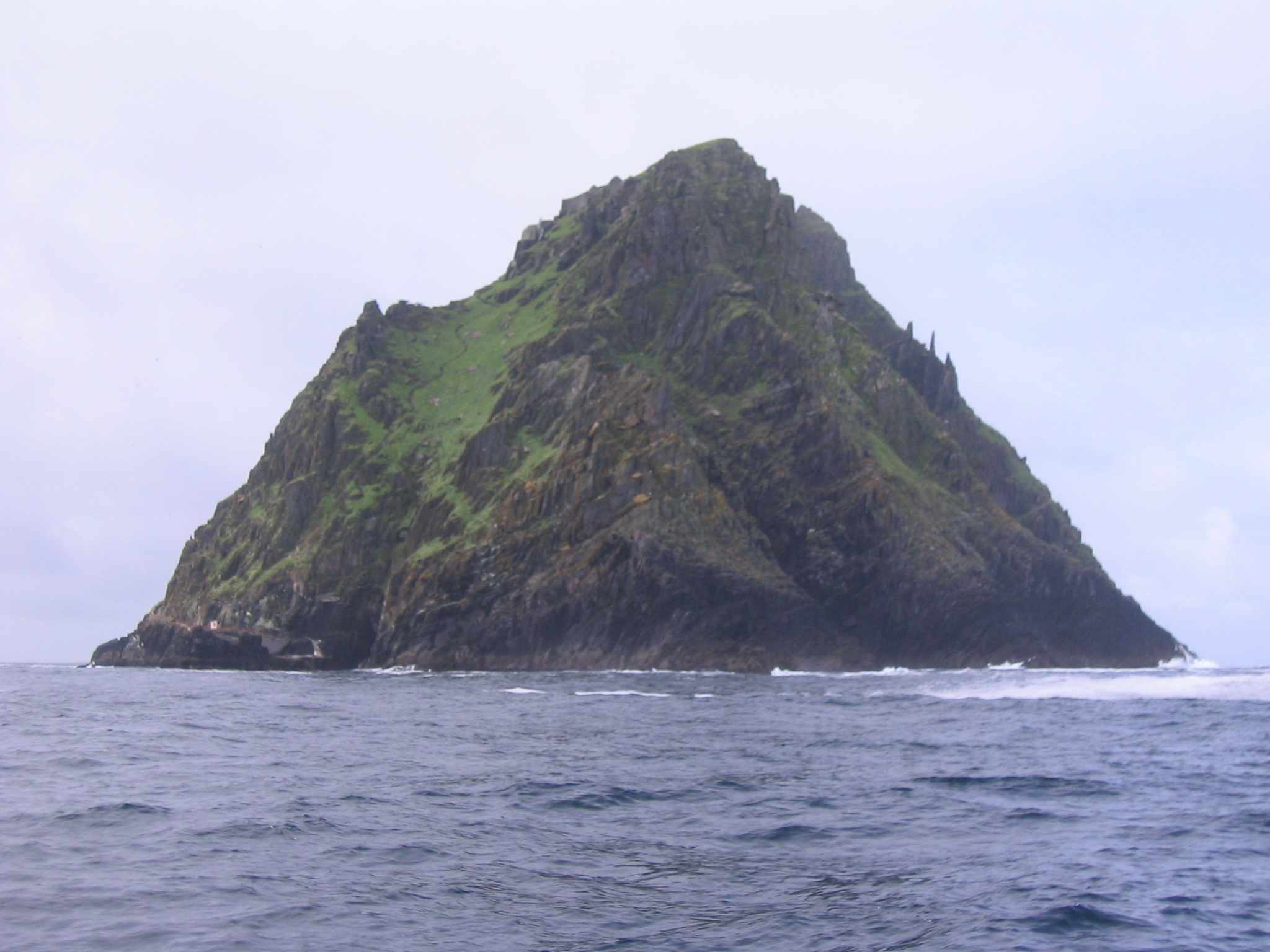
Skellig Michael.
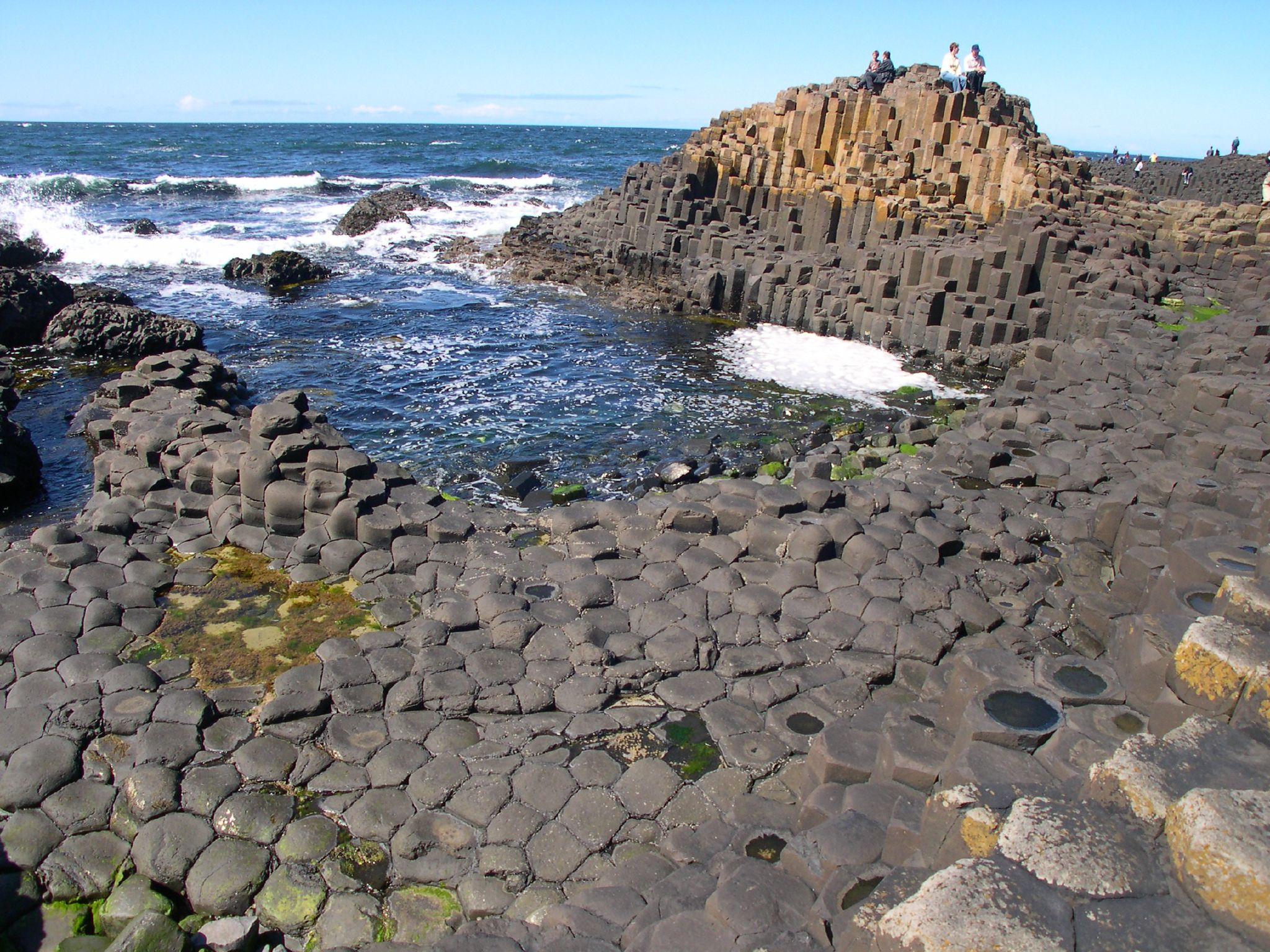
La Chaussée des Géants.

#### Parcs nationaux
| \| Parc national des montagnes de Wicklow Parc national du Burren Parc national de Killarney Parc national de Glenveagh Parc national du Connemara Parc national de Ballycroy \| Localisation des six parcs nationaux. |
| Parc national des montagnes de Wicklow Parc national du Burren Parc national de Killarney Parc national de Glenveagh Parc national du Connemara Parc national de Ballycroy                                             |

La république d'Irlande compte 6 parcs nationaux gérés par le National Parks & Wildlife Service :
- Le parc national des montagnes de Wicklow, le plus grand des six, situé au sud de Dublin[C 2]
- Le parc national du Burren, situé dans la région du Burren dans l'ouest de l'Irlande[C 3]
- Le parc national de Killarney, à sud-ouest de la ville de Killarney (sud-ouest de l'Irlande)[C 4]
- Le parc national de Glenveagh, dans le comté de Donegal, au nord-ouest de l'île[C 5]
- Le parc national du Connemara, dans la région du Connemara dans l'ouest[C 6]
- Le parc national de Ballycroy, dans le comté de Mayo (ouest du pays)[C 7]

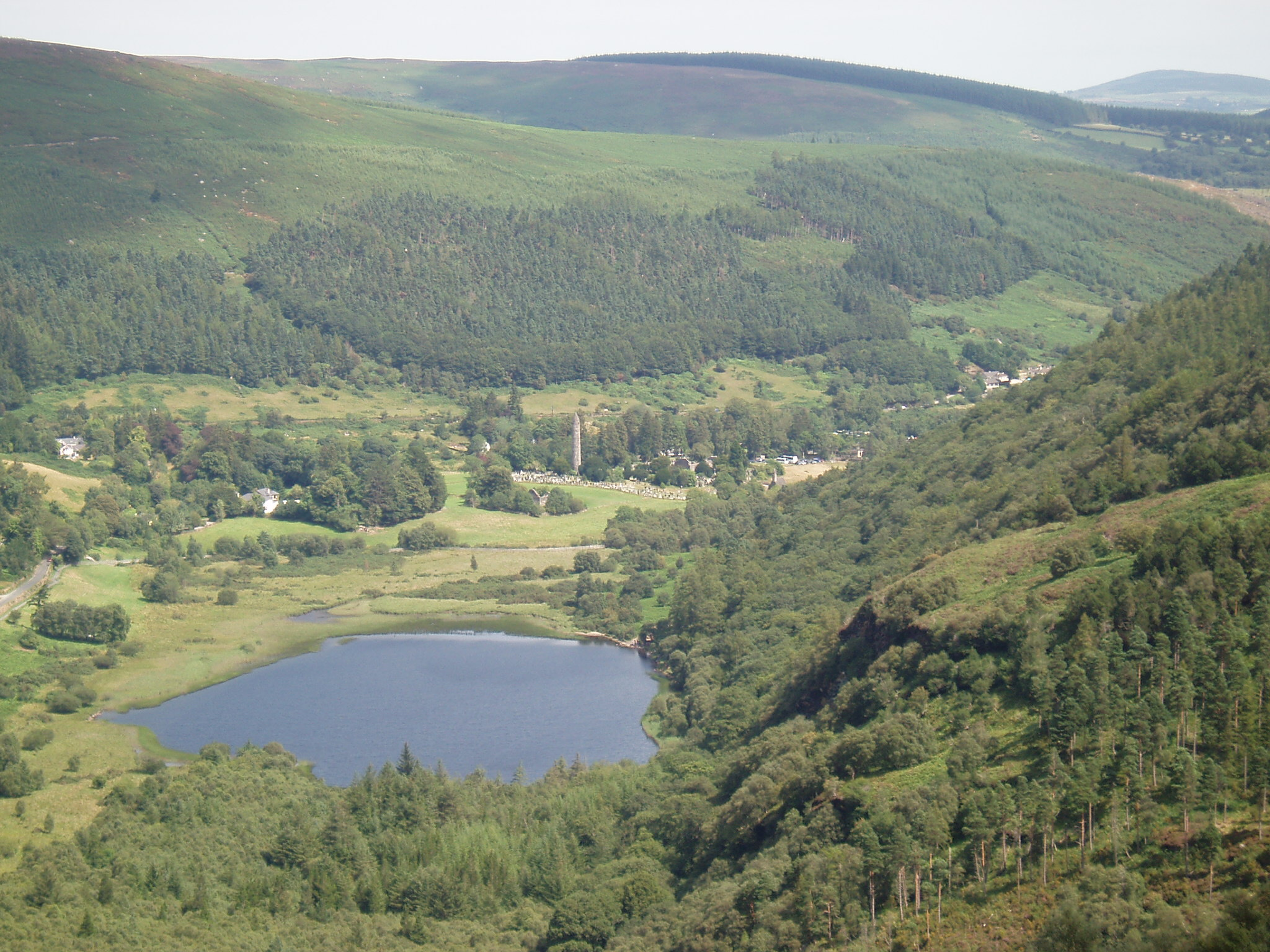
Parc national des montagnes de Wicklow.
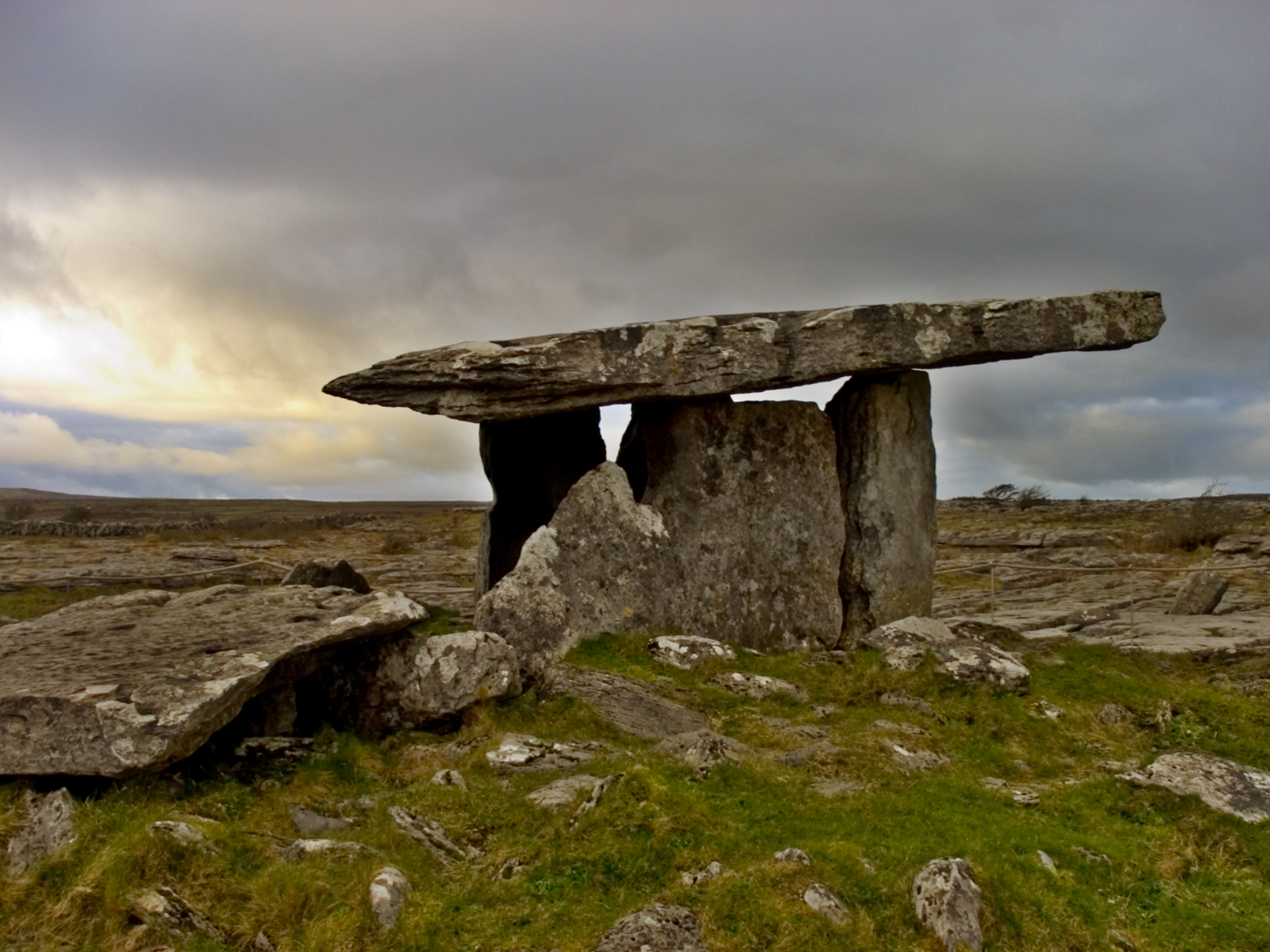
Burren.
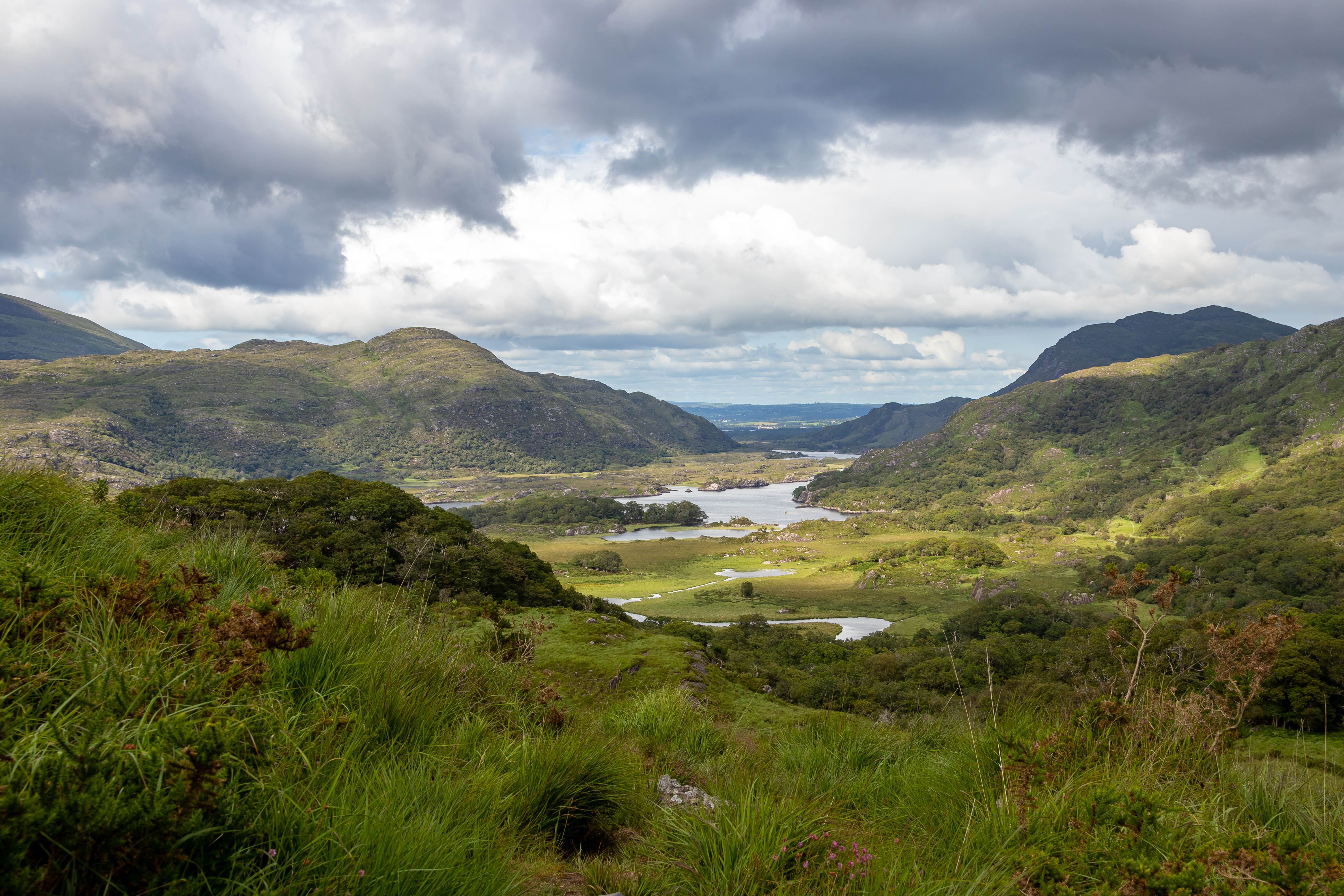
Parc national de Killarney.
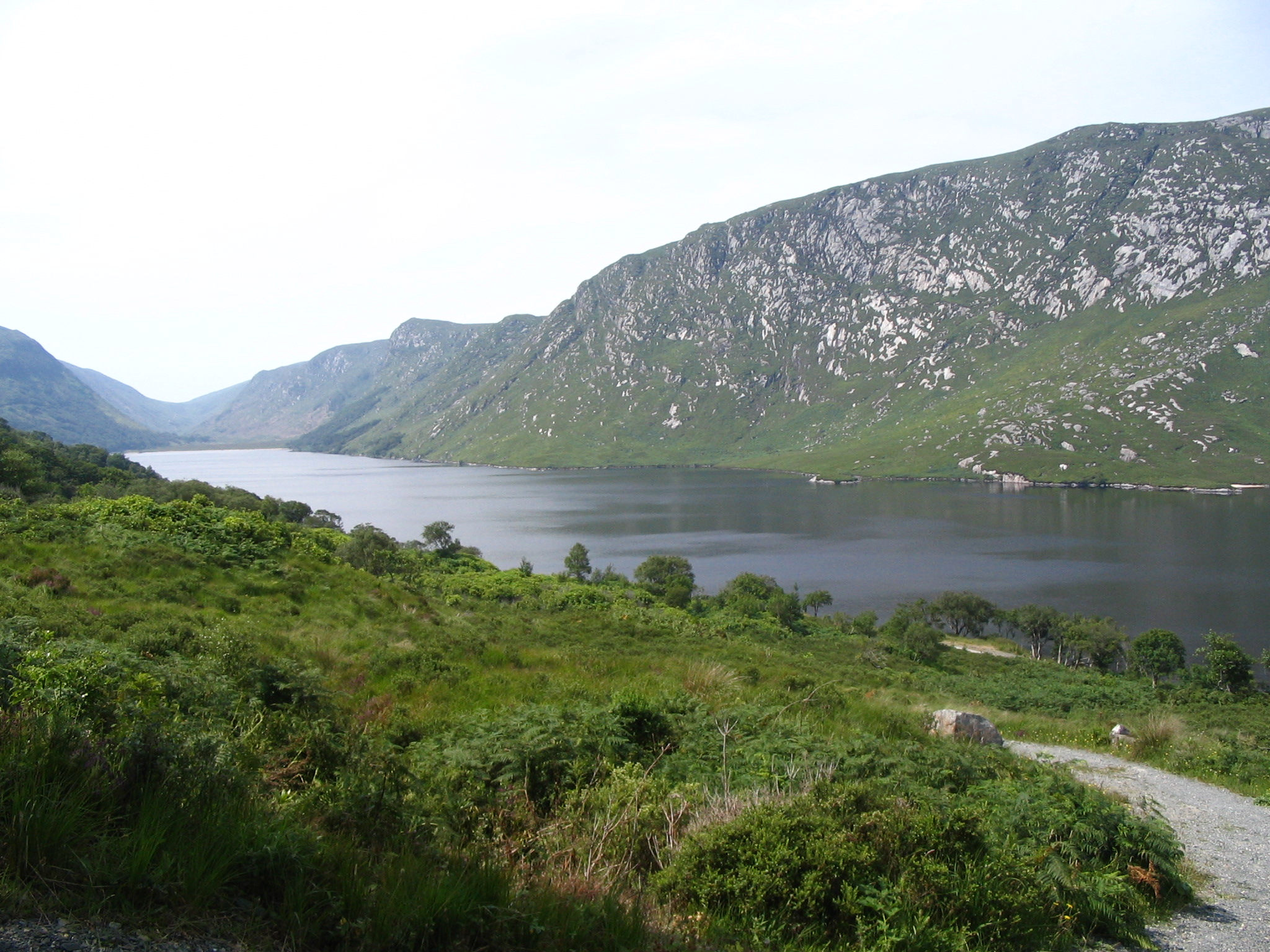
Parc national de Glenveagh.
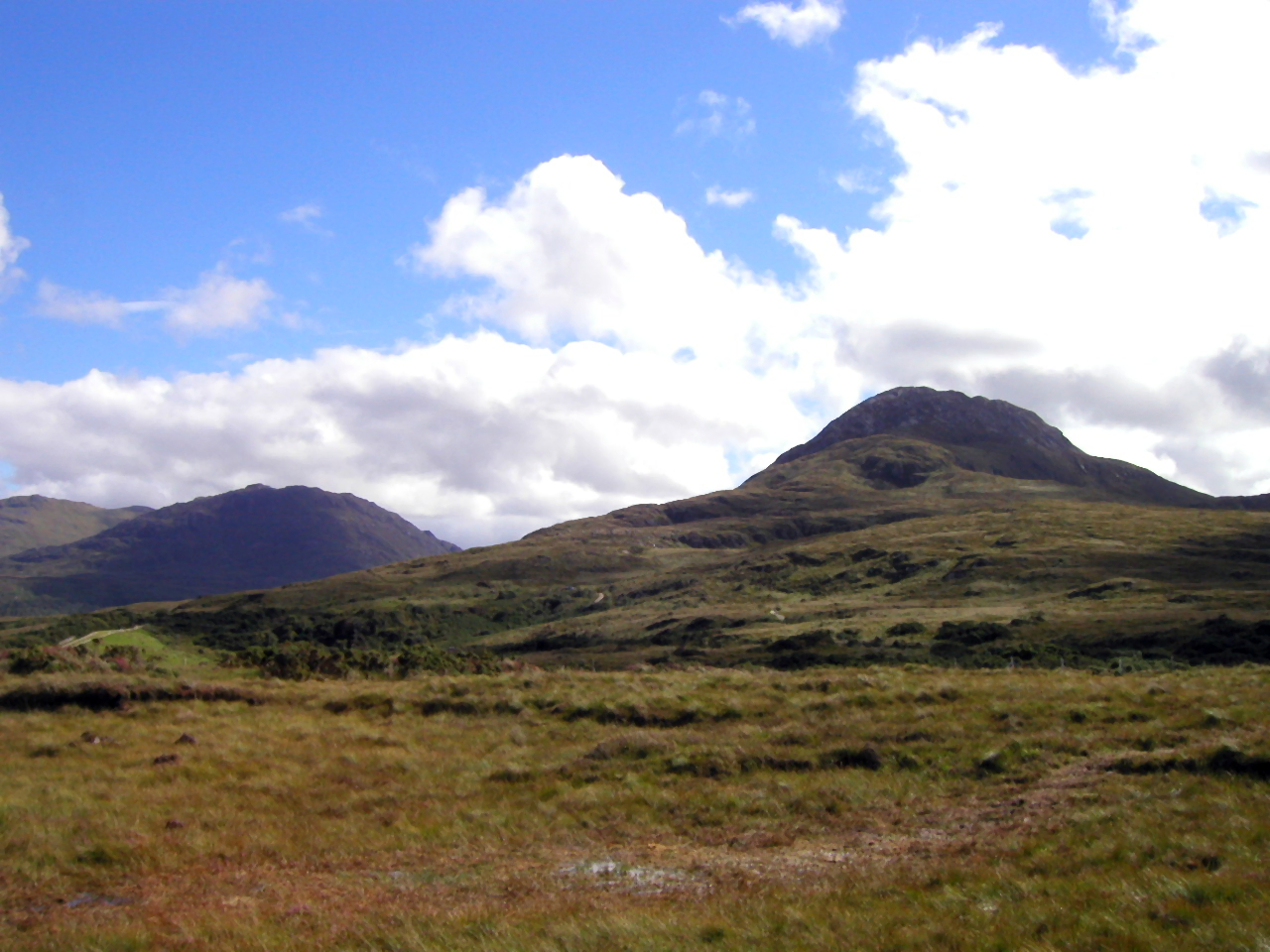
Parc national du Connemara.
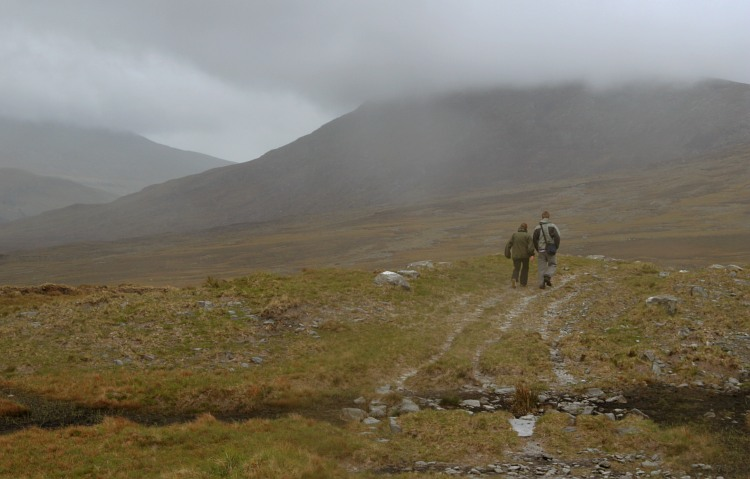
Parc national de Ballycroy.

### Régions touristiques

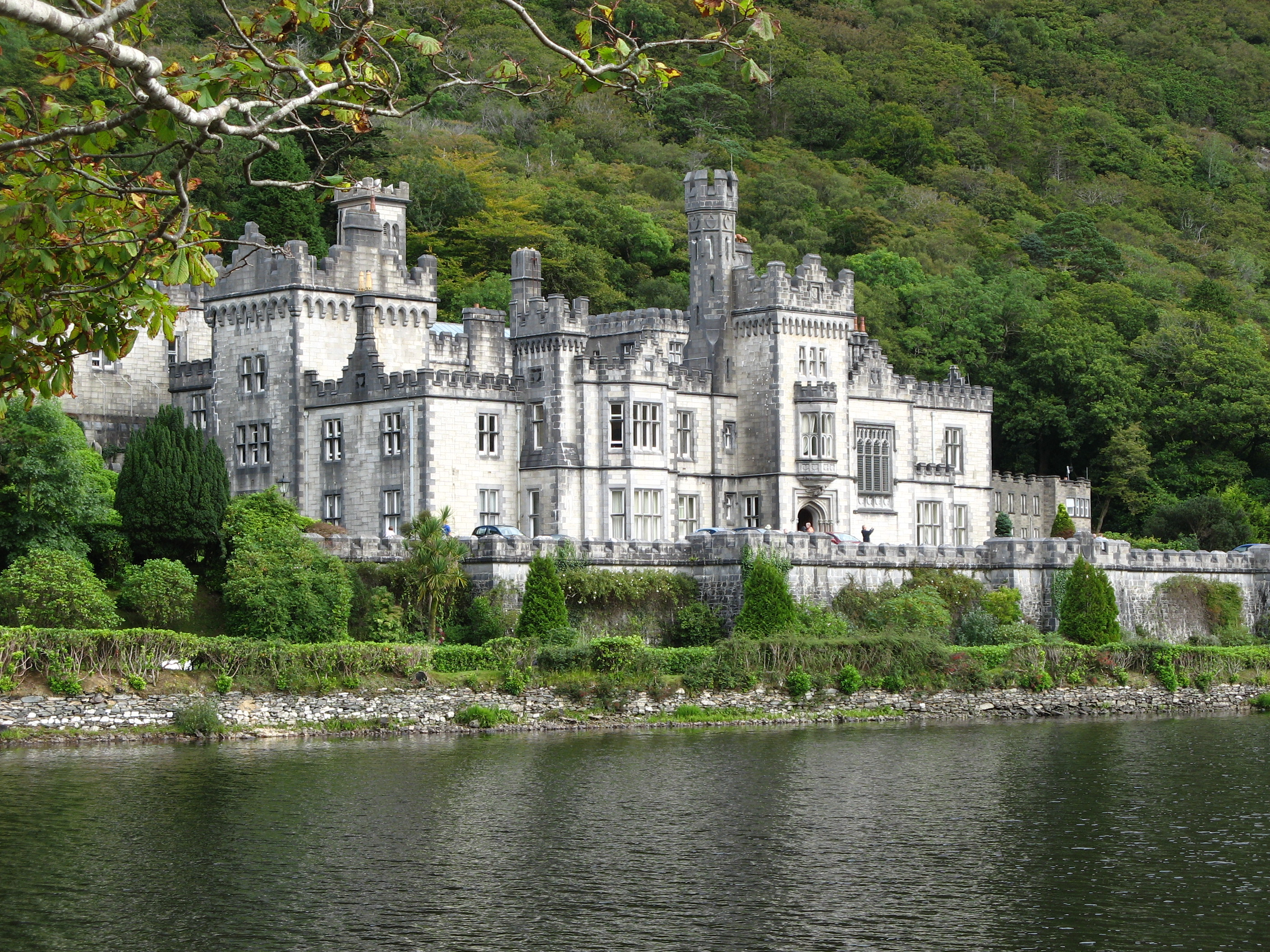
L'abbaye de Kylemore.

Une des régions les plus touristiques d'Irlande est le Connemara, sur la côte ouest. Parmi les lieux les plus célèbres de la région du Connemara, on compte l'abbaye de Kylemore, le Parc national du Connemara, et la ville de Clifden, « capitale du Connemara ». C'est un Gaeltacht, une zone où la langue irlandaise est majoritaire. Le parc national du Connemara, dominé par Diamond Hill, est constitué de tourbières et de forêts.

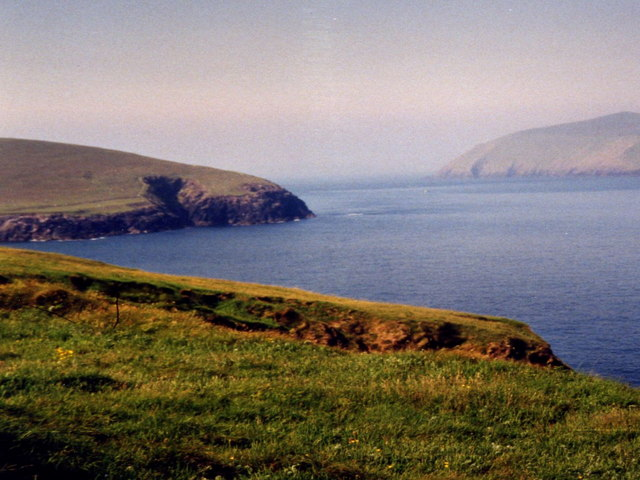
Blasket Sound (péninsule de Dingle).

Le comté de Kerry, dans la province de Munster (au sud-ouest) est réputé pour les péninsules de Dingle et d'Iveragh, ainsi que pour la ville de Killarney et son parc national.

### Circuits touristiques
Le plus grand circuit touristique d'Irlande est la Wild Atlantic Way (Slí an Atlantaigh Fhiáin), un itinéraire parcourant toute la côte occidentale atlantique de l'Irlande, de Malin Head, point le plus au nord de l'île situé dans le comté de Donegal (Ulster), à Kinsale dans le Munster.

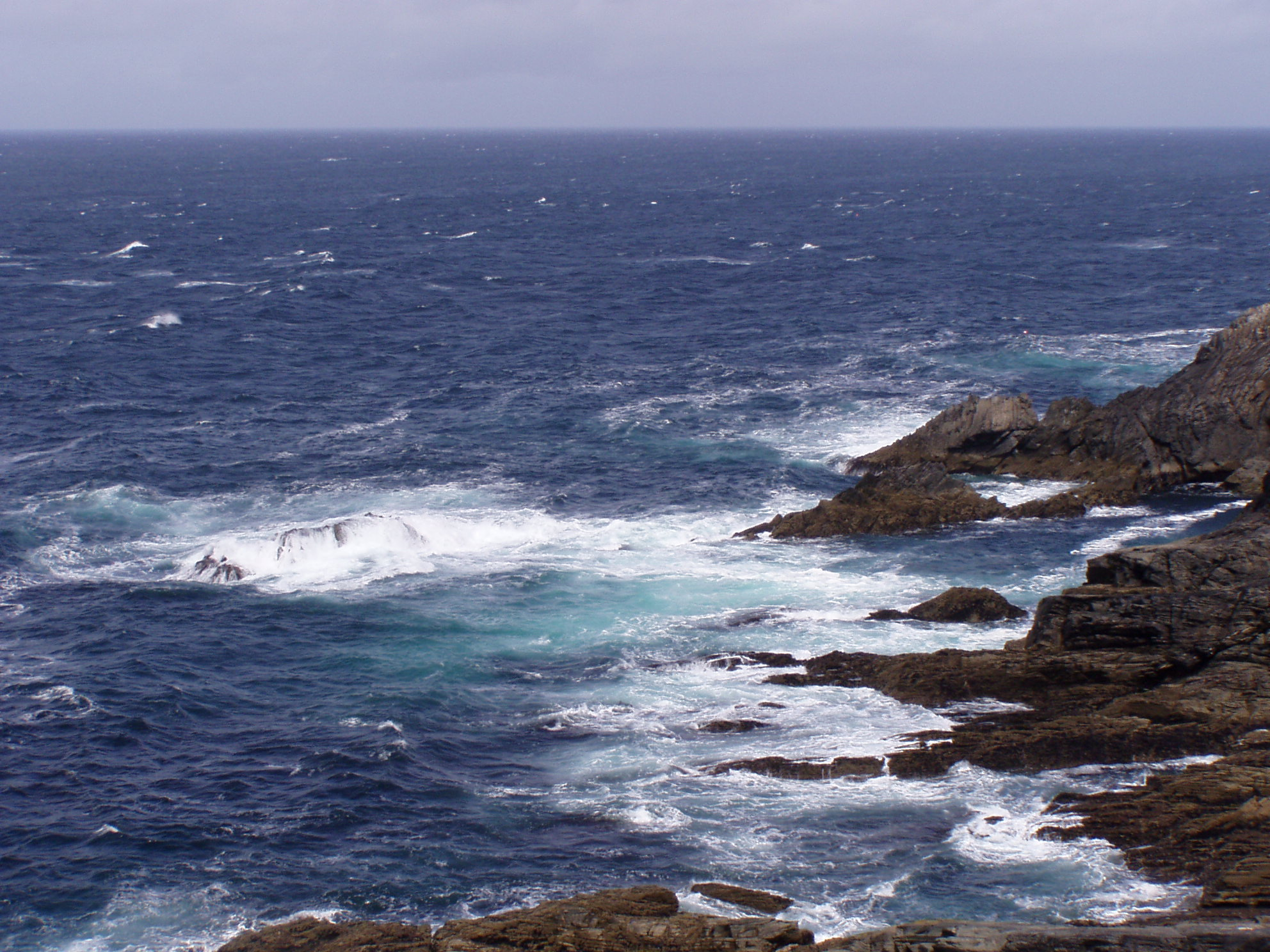
Malin Head (Donegal, Ulster)
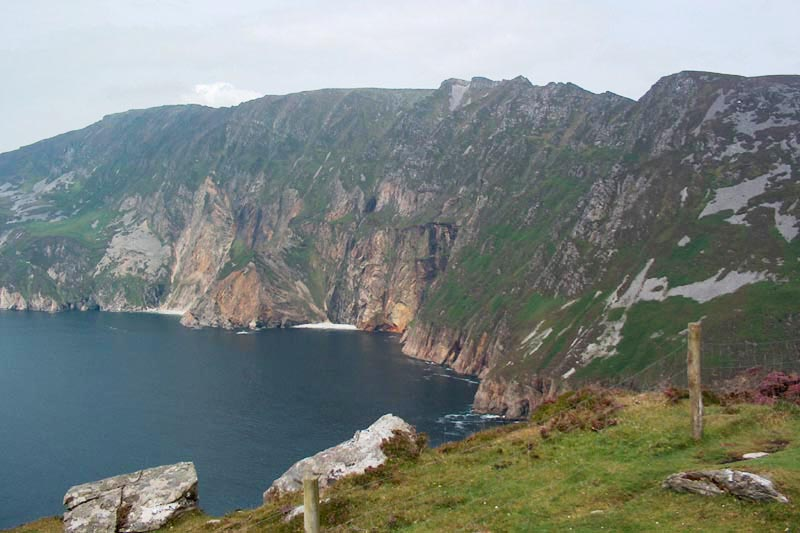
Les falaises du Slieve League (Donegal, Ulster).
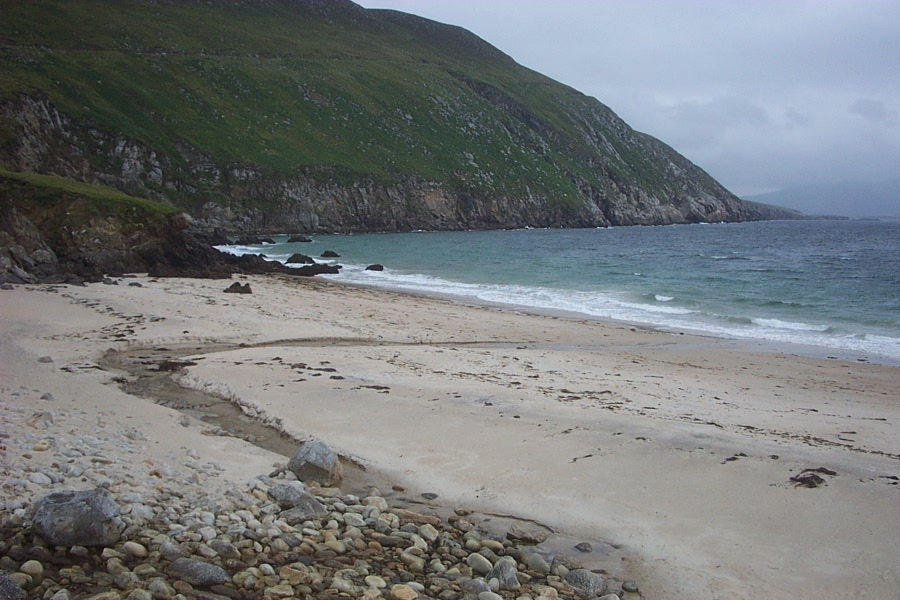
Keem Bay à l'ouest d'Achill Island (Mayo, Connacht).
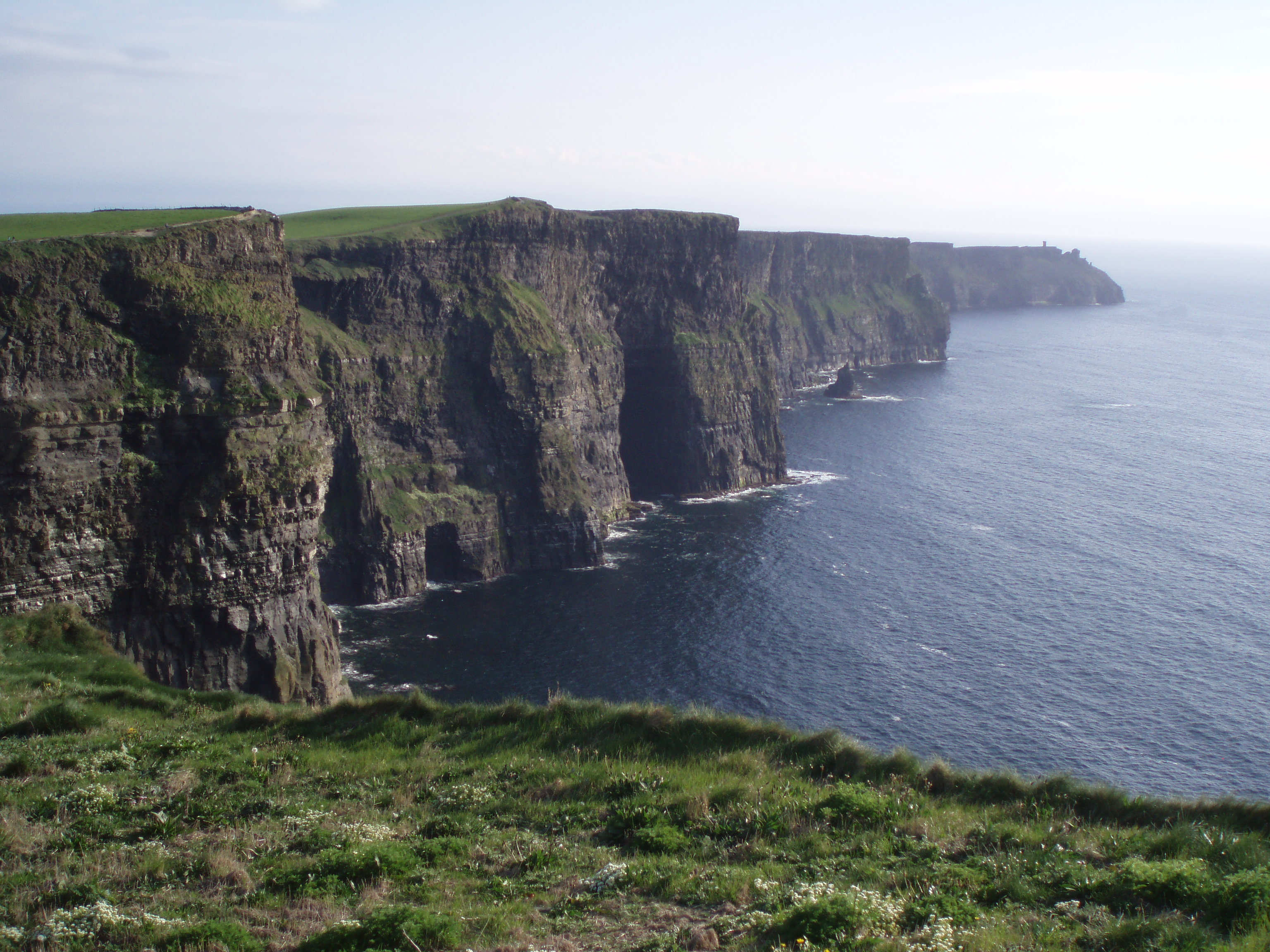
Les falaises de Moher (Clare, Munster).
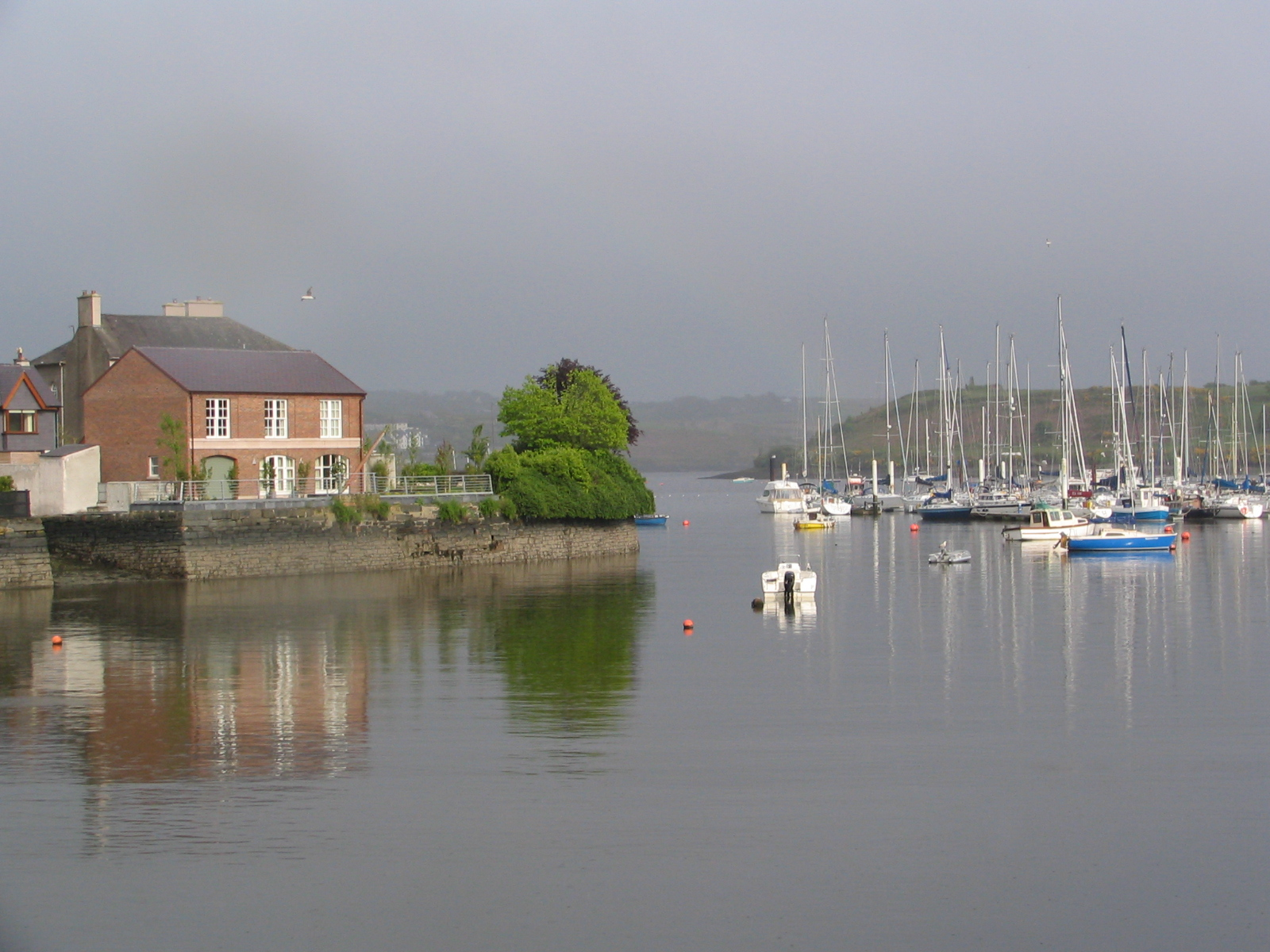
Le port de Kinsale (Cork, Munster).

L'anneau du Kerry, qui fait le tour de la péninsule d'Iveragh dans le comté de Kerry, est un des circuits les plus populaires du sud-ouest de l'Irlande, au départ de Killarney. Le circuit passe entre autres par le parc national de Killarney.

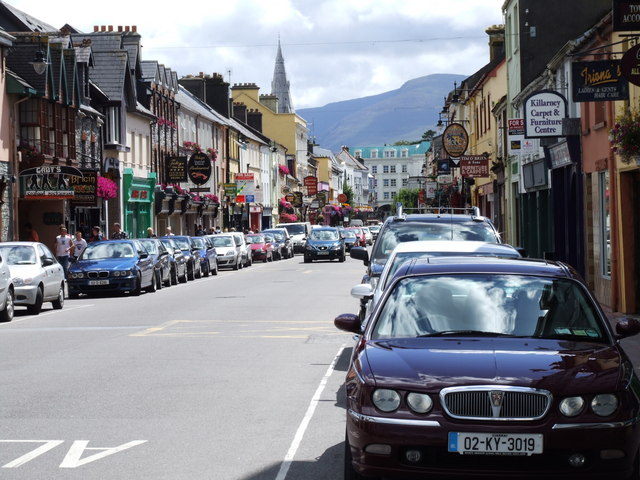
Killarney, ville de départ du circuit.
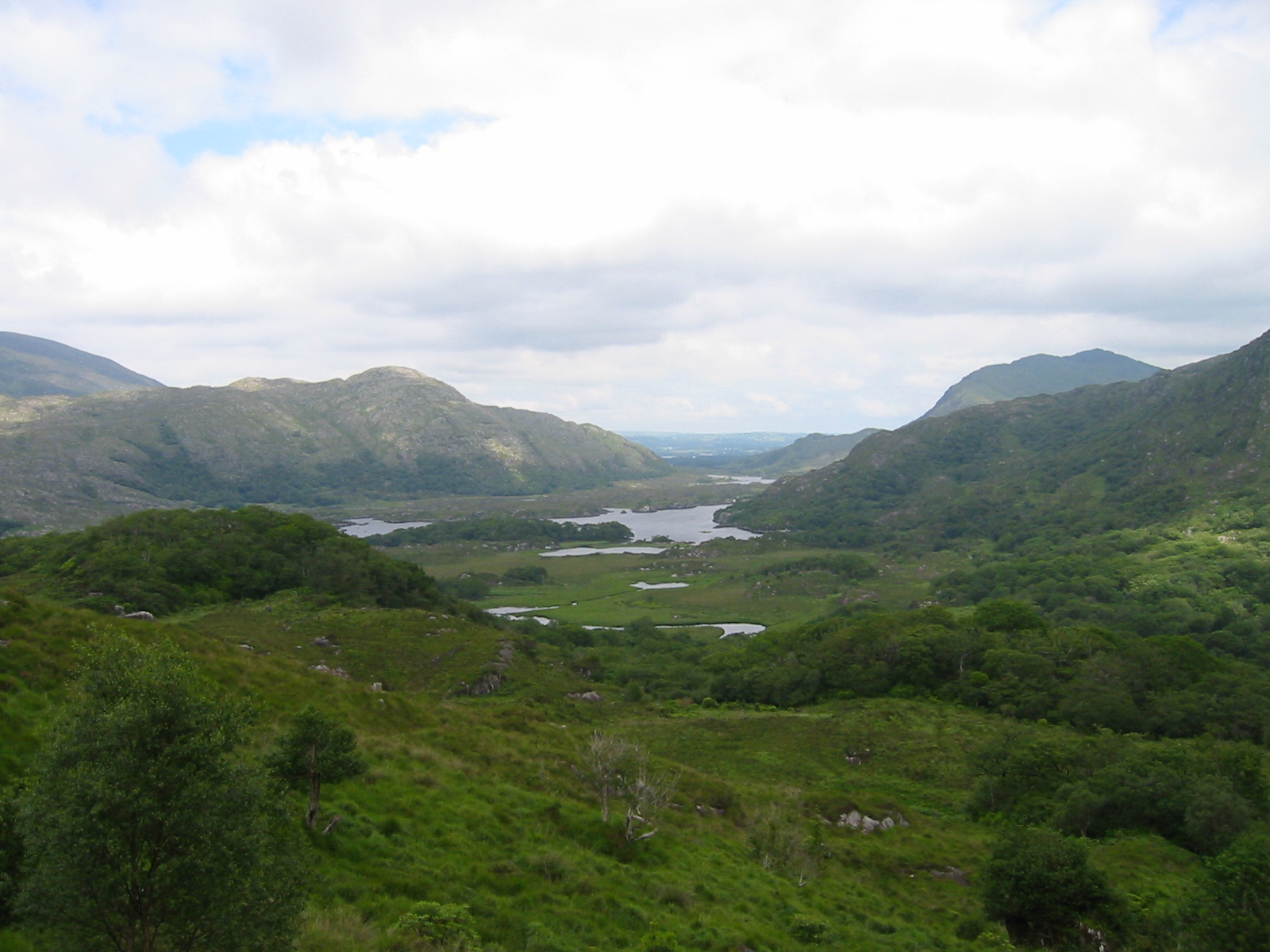
Vue sur les lacs de Killarney depuis Ladies View dans le parc national.
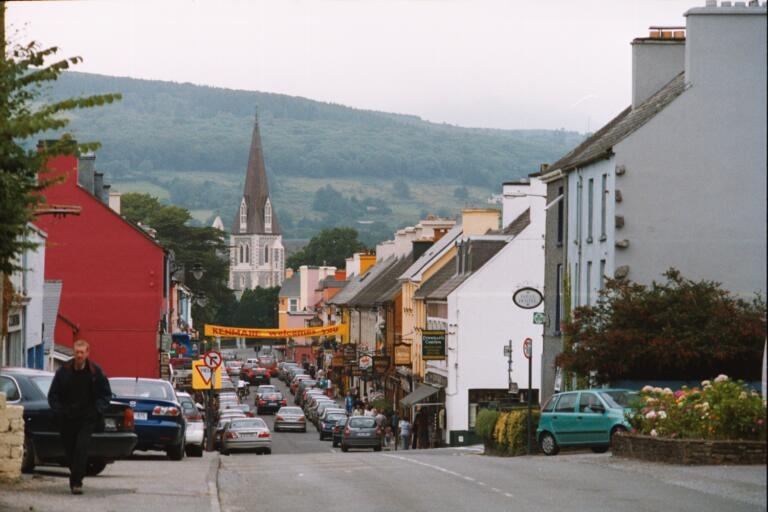
Kenmare.
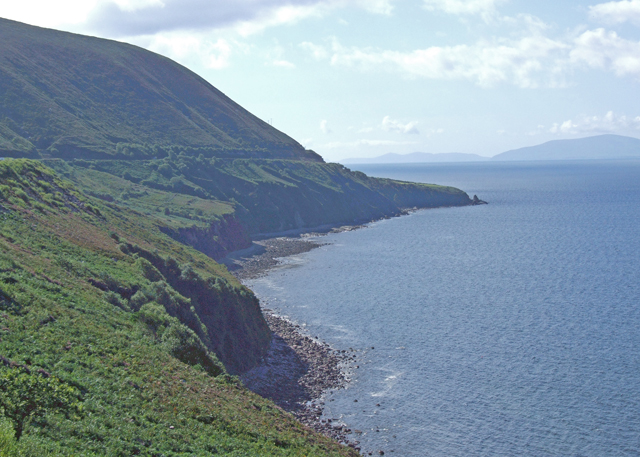
Vue sur la baie de Dingle au nord.